# Kunstformen der Natur
Kunstformen der Natur (dal tedesco per Le forme d'arte della Natura) è un libro di litografie e stampe autotipiche del biologo tedesco Ernst Haeckel.

## Pubblicazione
Le stampe furono inizialmente pubblicate a gruppi di dieci tra il 1899 e il 1904, per poi essere raccolte in un solo volume nel 1904. La raccolta comprende 100 stampe rappresentanti diversi organismi, molti dei quali descritti per la prima volta da Haeckel stesso.

## Galleria delle stampe
La classificazione riportata originariamente da Haeckel è indicata in corsivo.

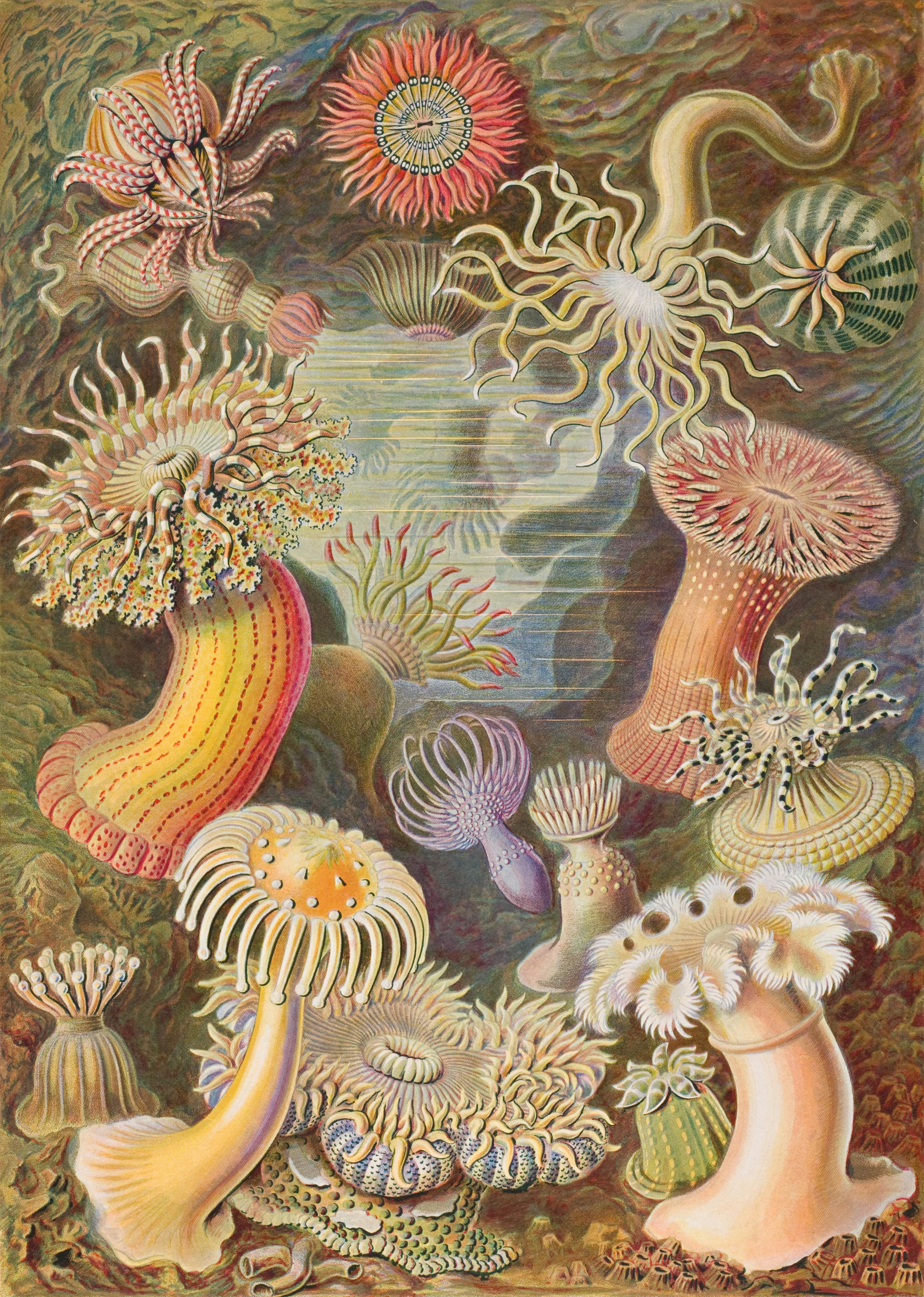
Anemone di mare (Actiniae)
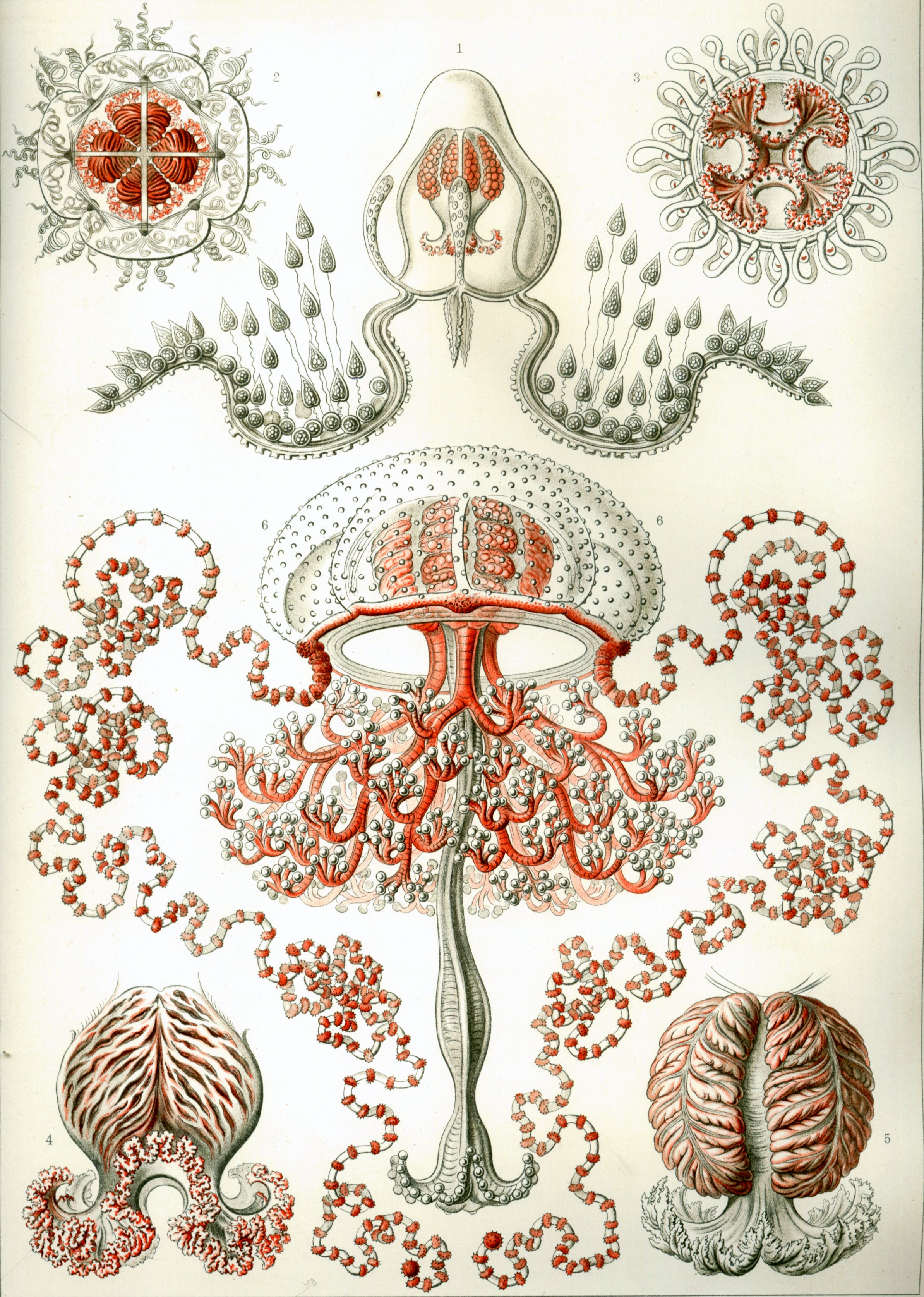
Anthomedusae (Anthomedusae)
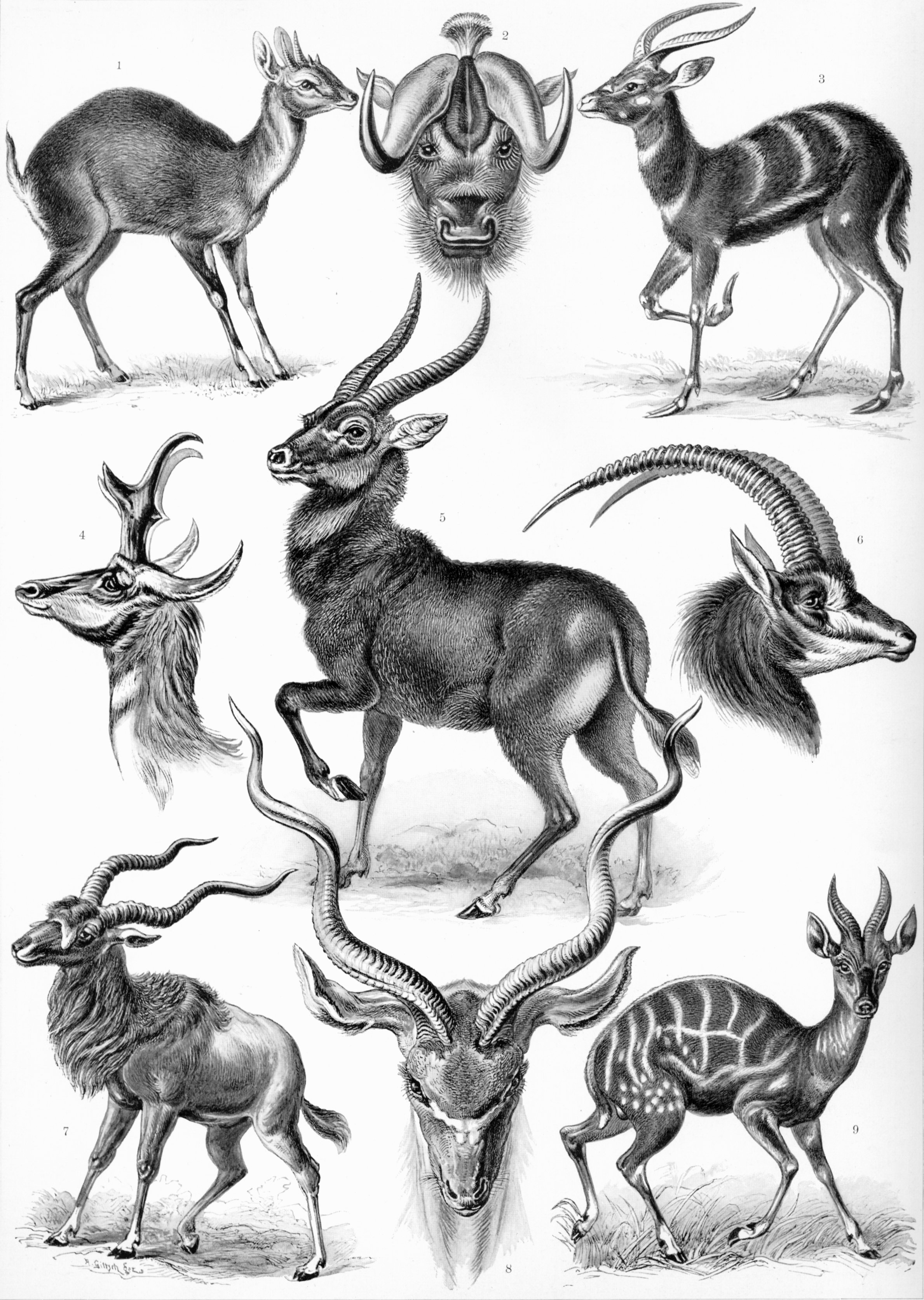
Antilopi (Antilopina)
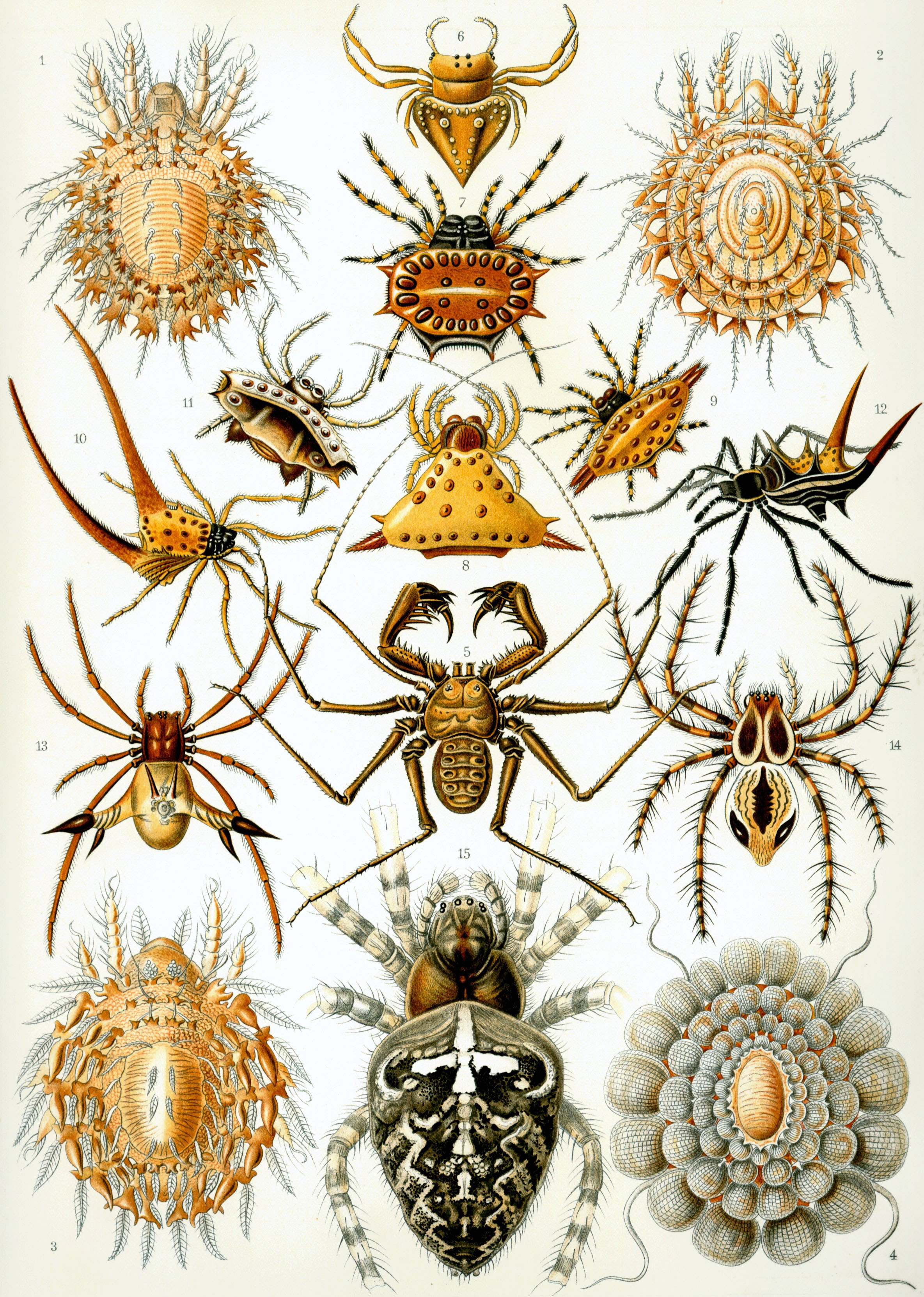
Aracnidi (Arachnida)
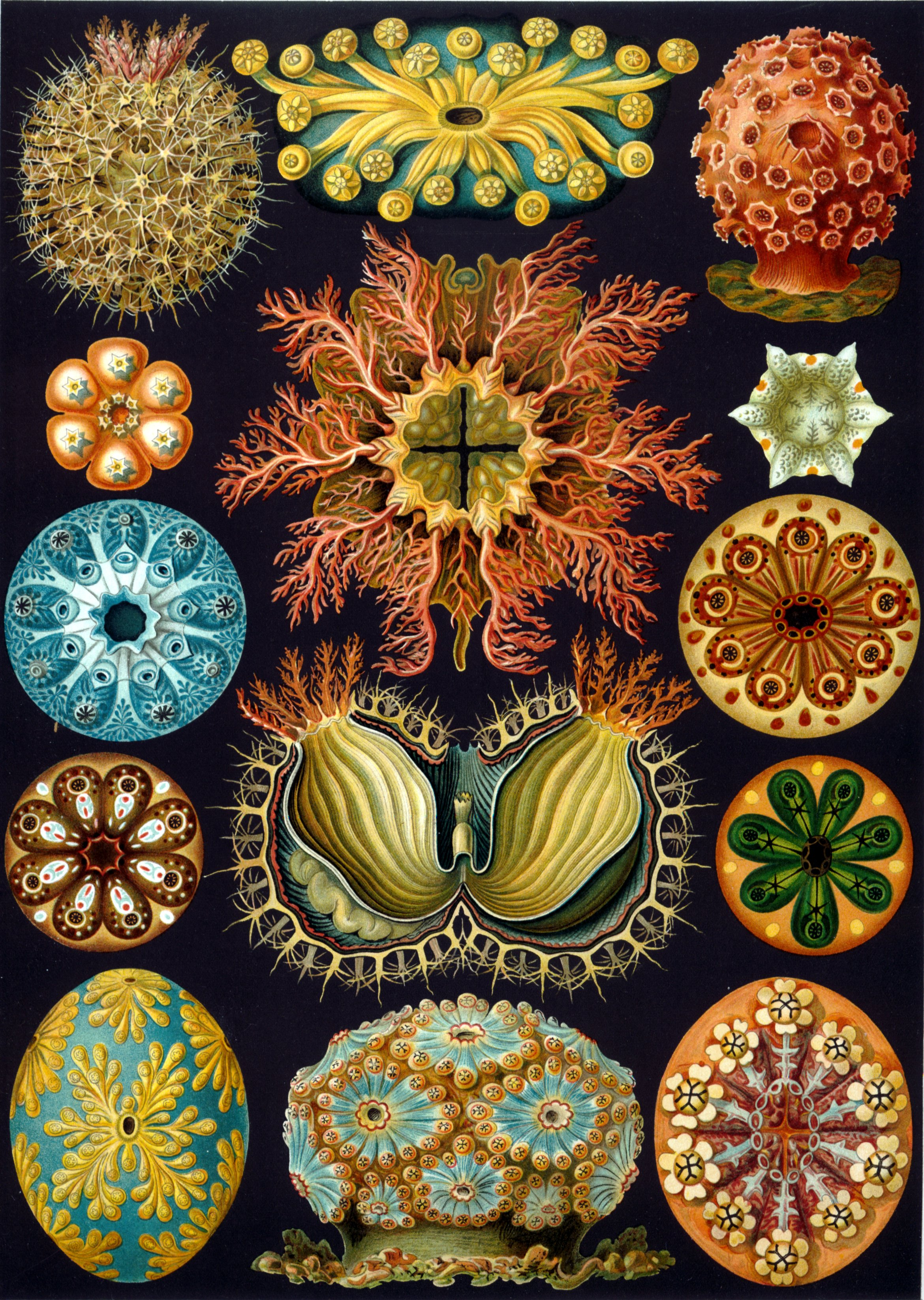
Ascidie (Ascidiae)
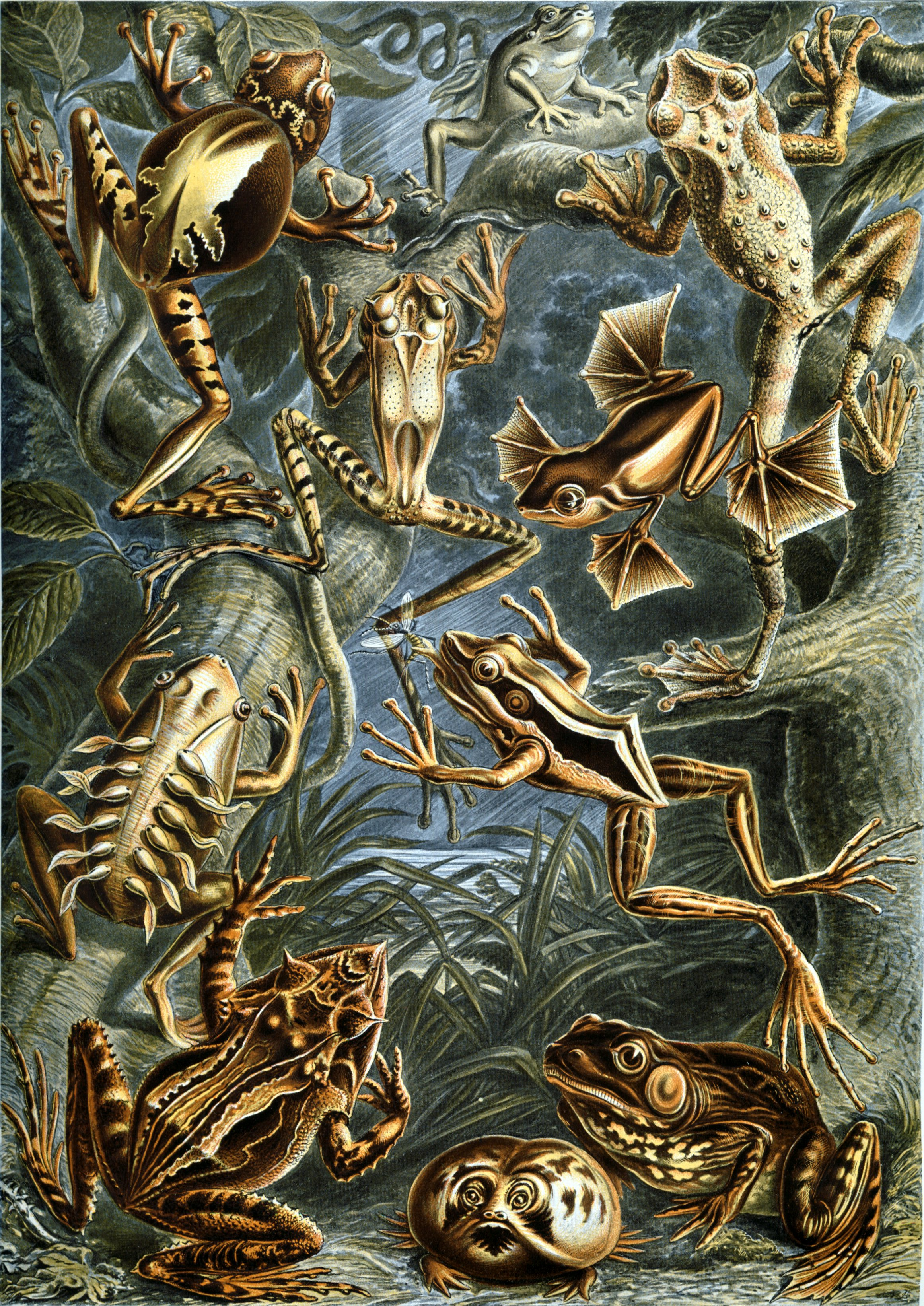
Rane (Batrachia)
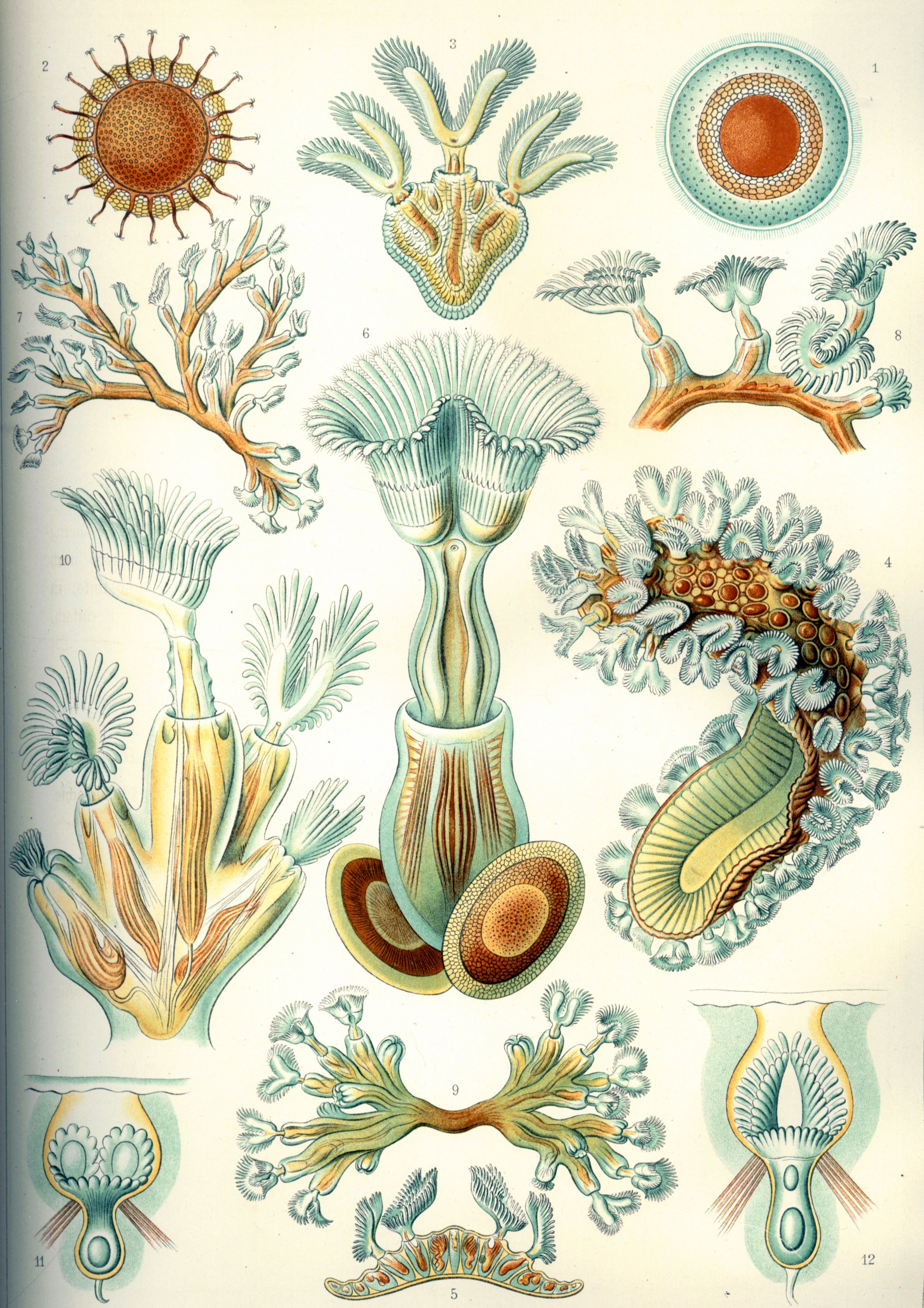
Briozoi
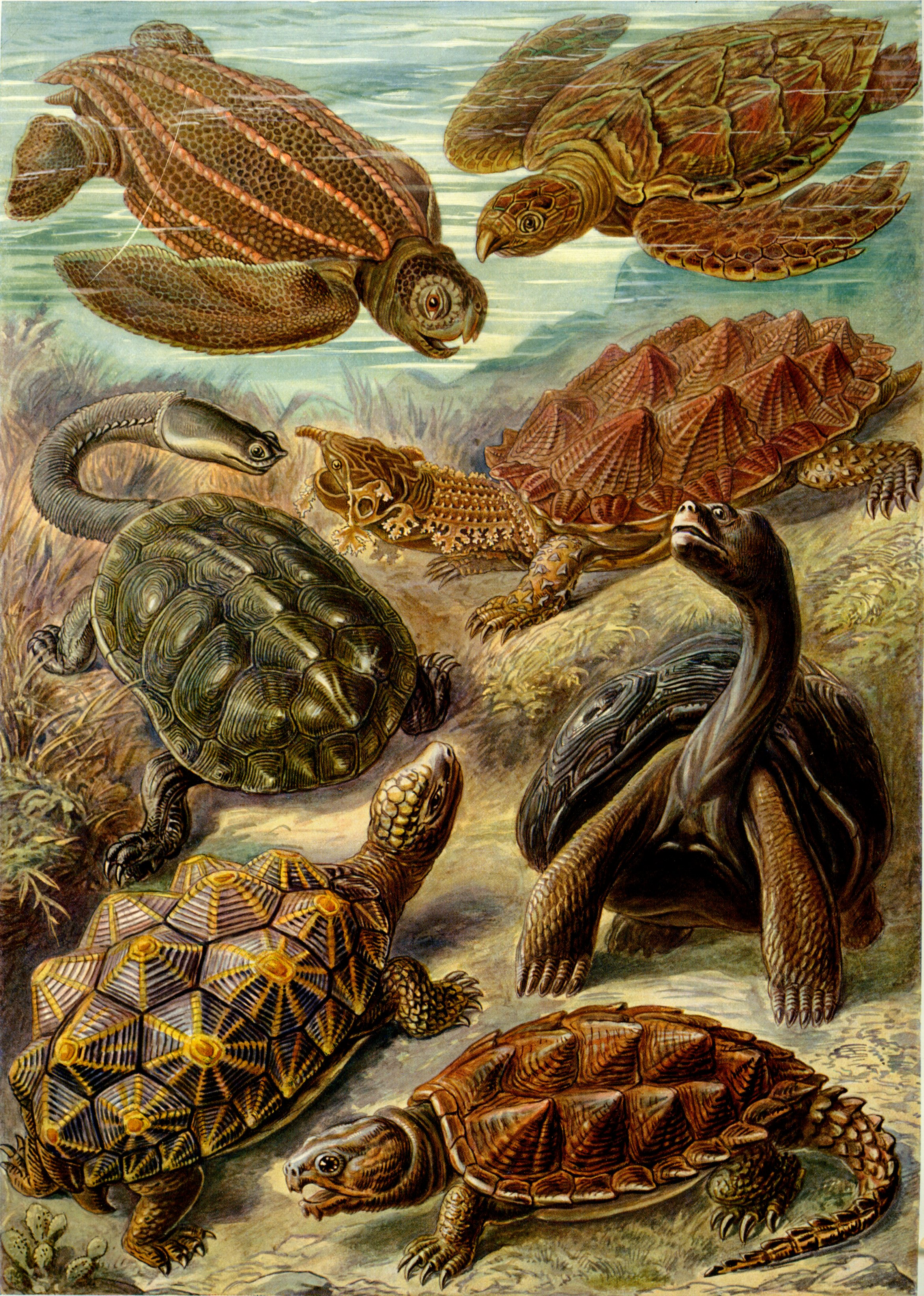
Testudines (Chelonia)
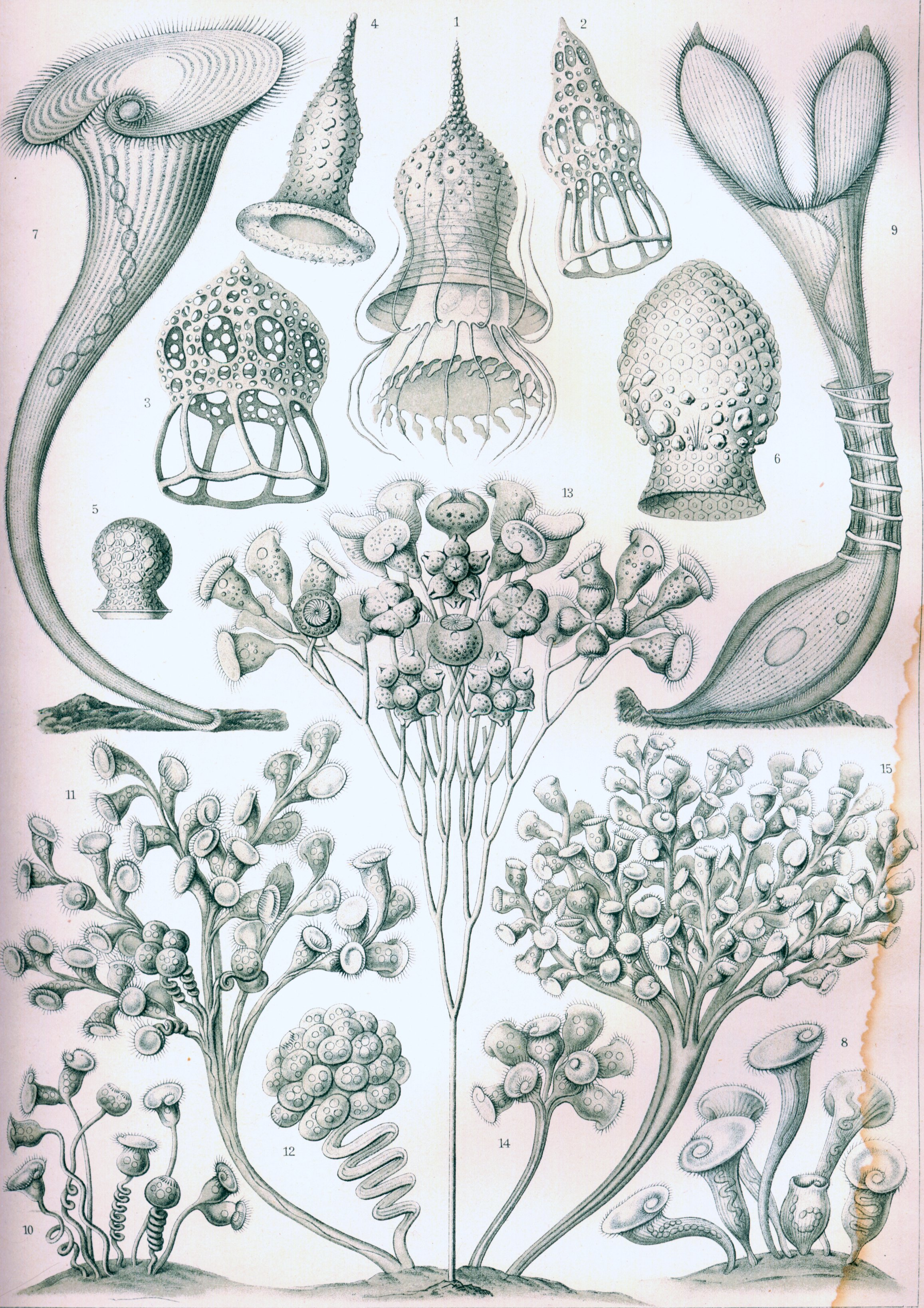
Ciliati (Ciliata)
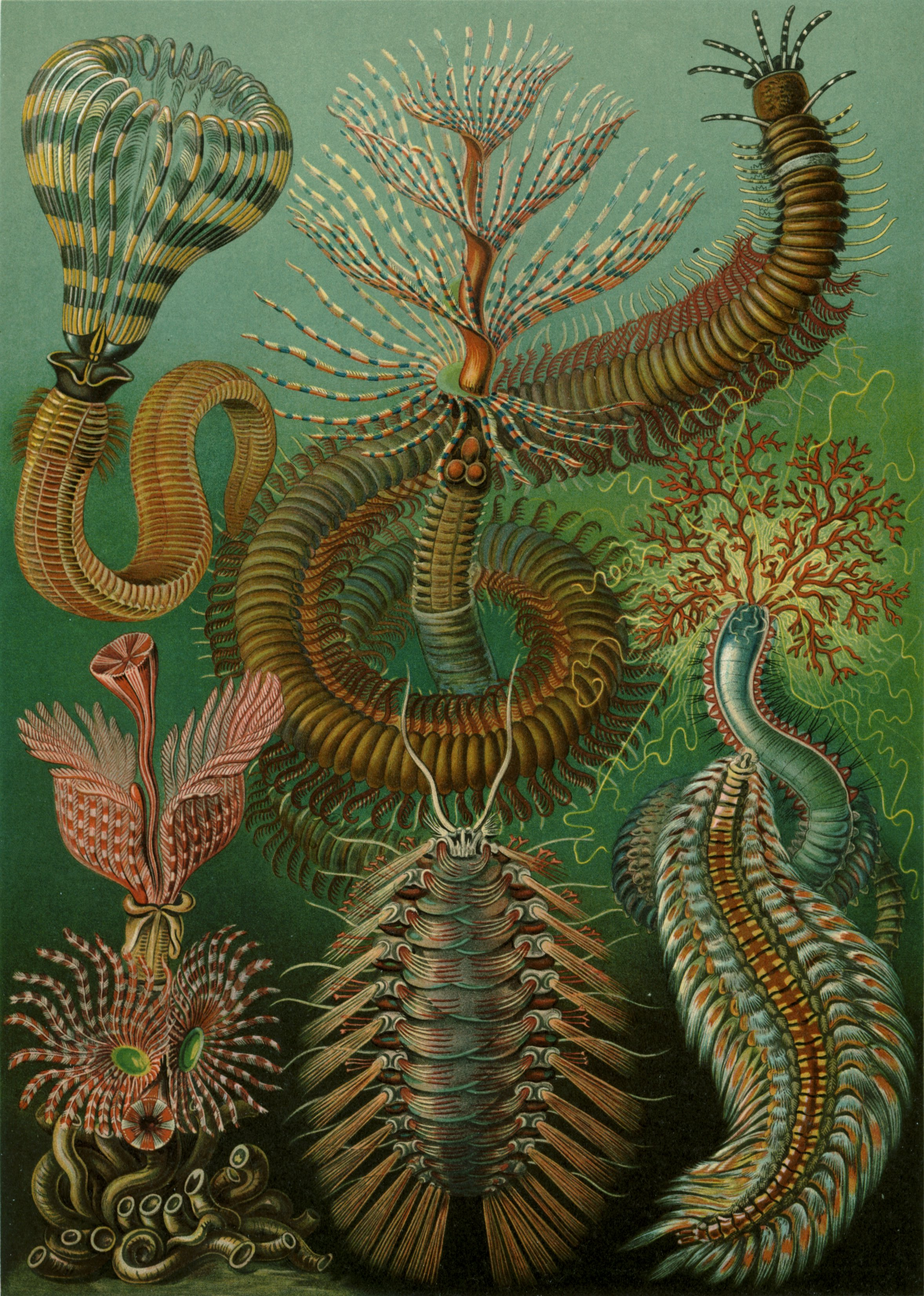
Anellidi (Chaetopoda)
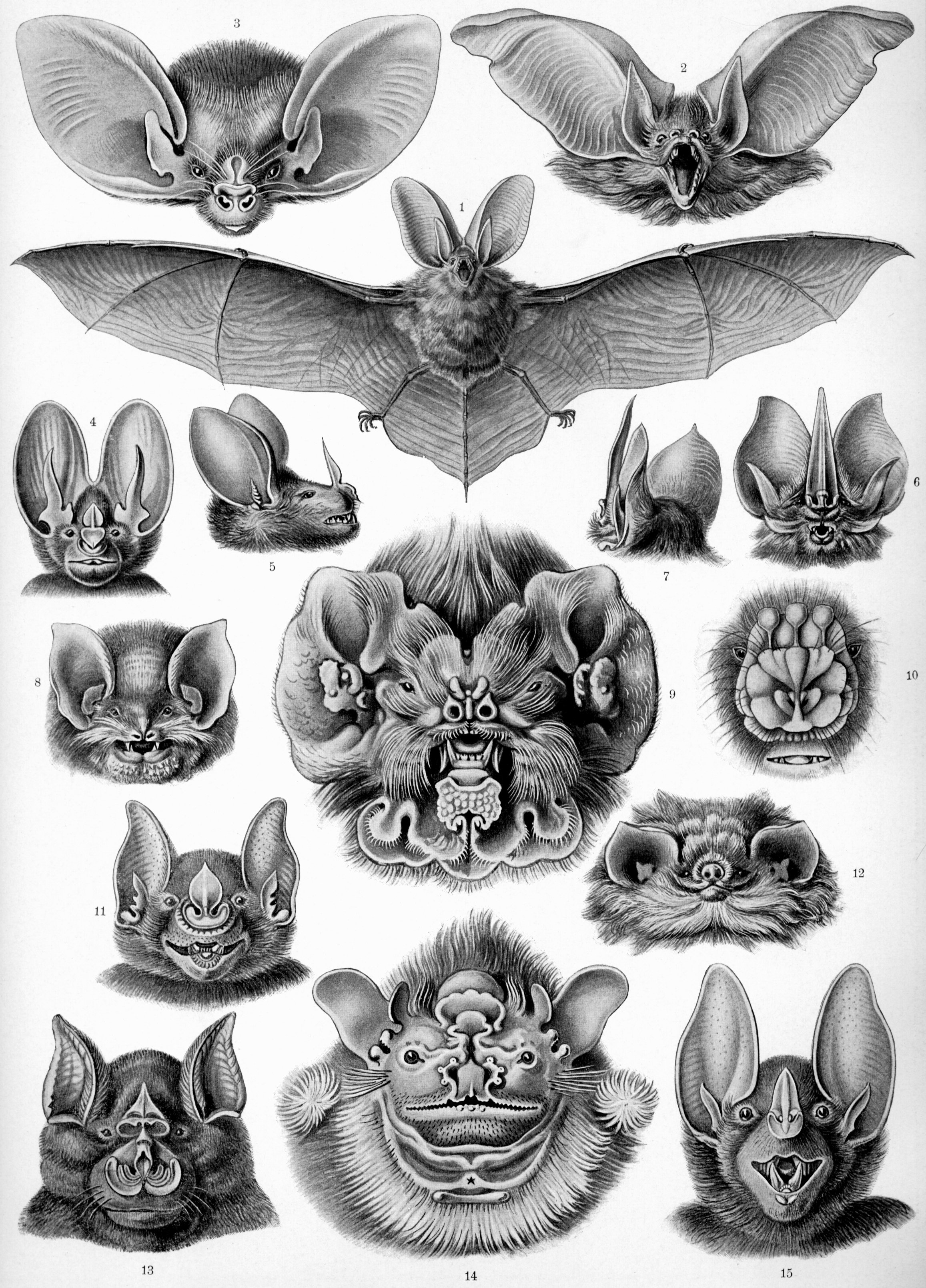
Chiroptera (Chiroptera)
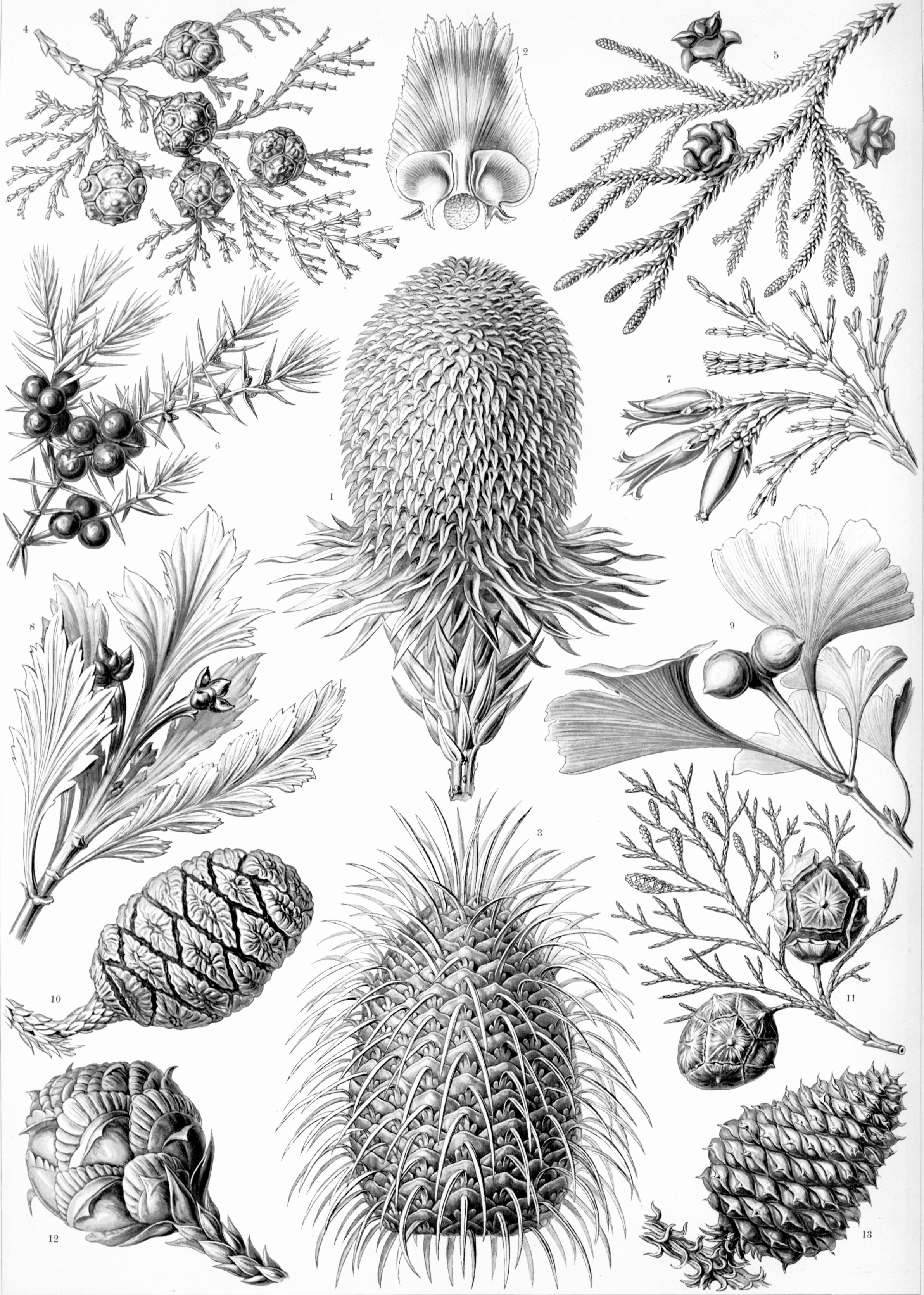
Conifere (Coniferae)
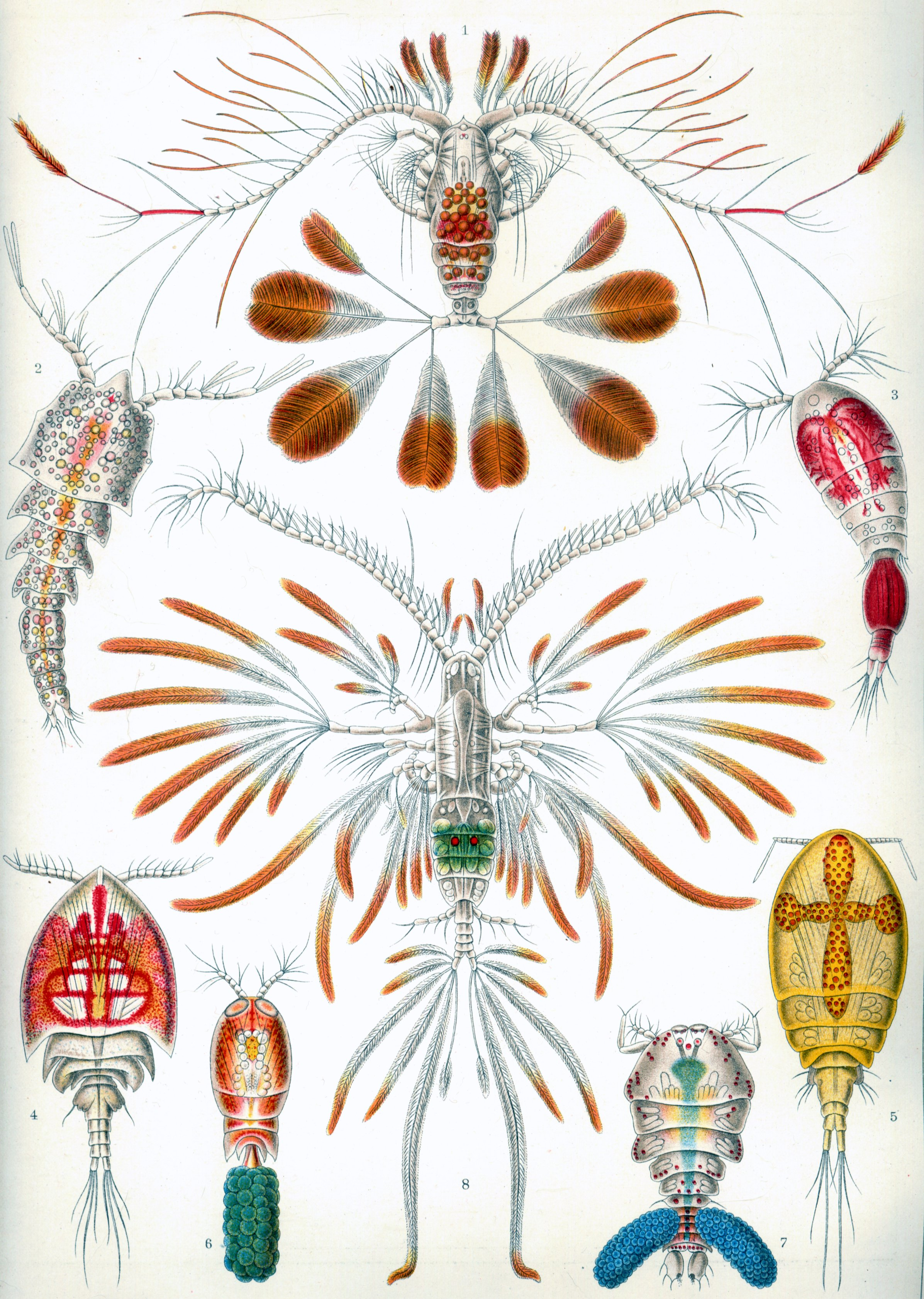
Copepodi (Copepoda)
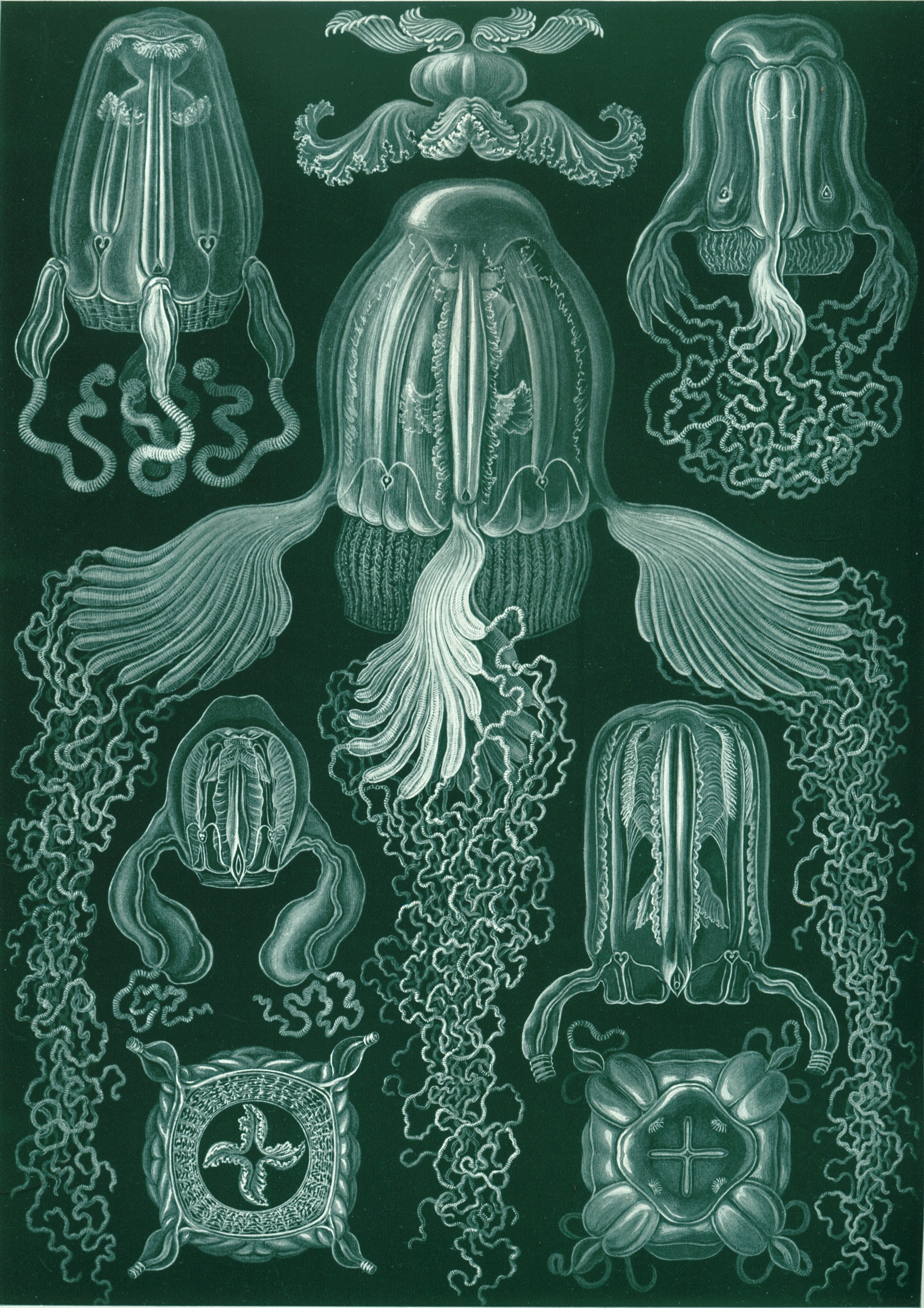
Cubomeduse (Cubomedusae)
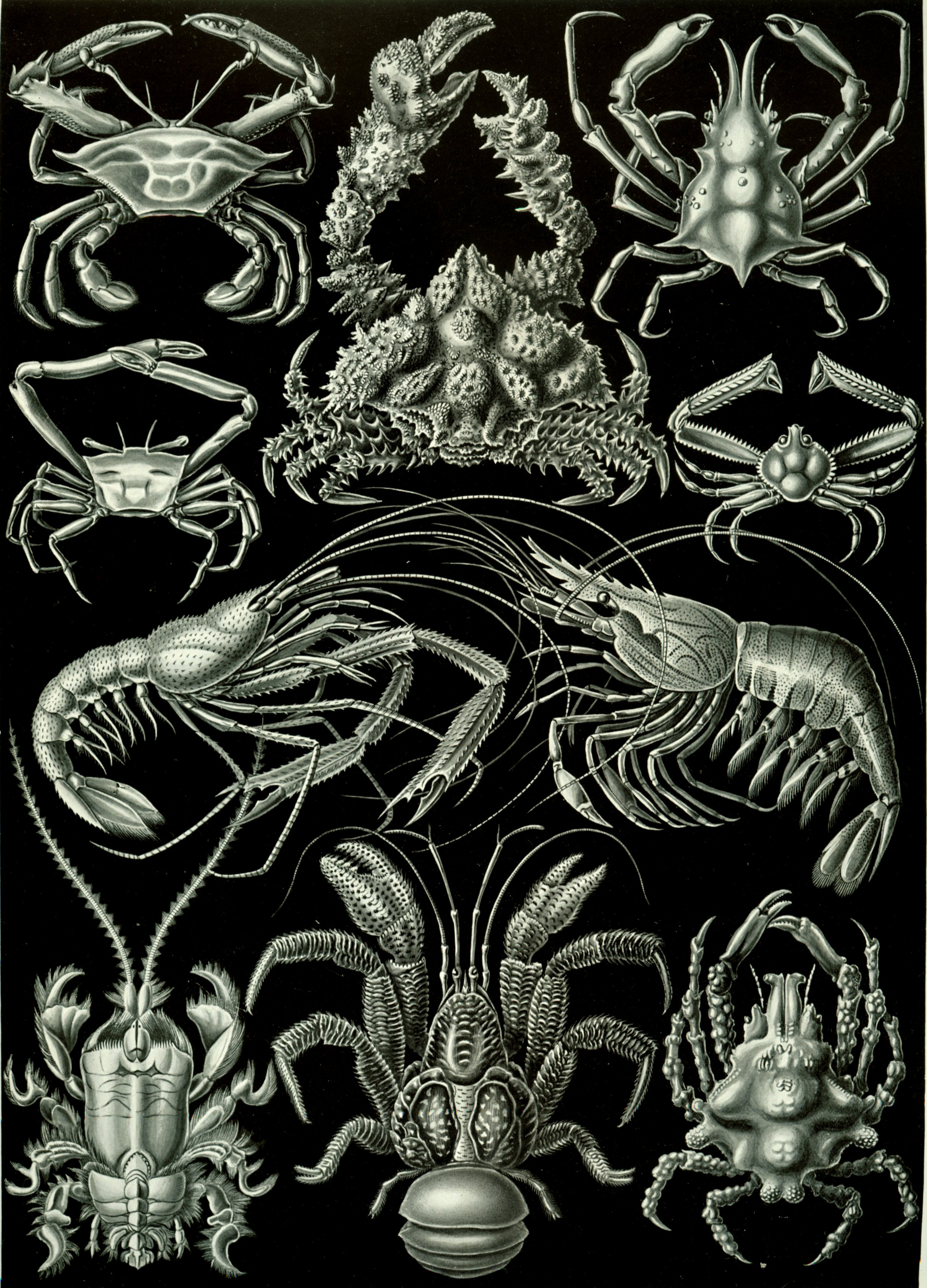
Decapodi (Decapoda)
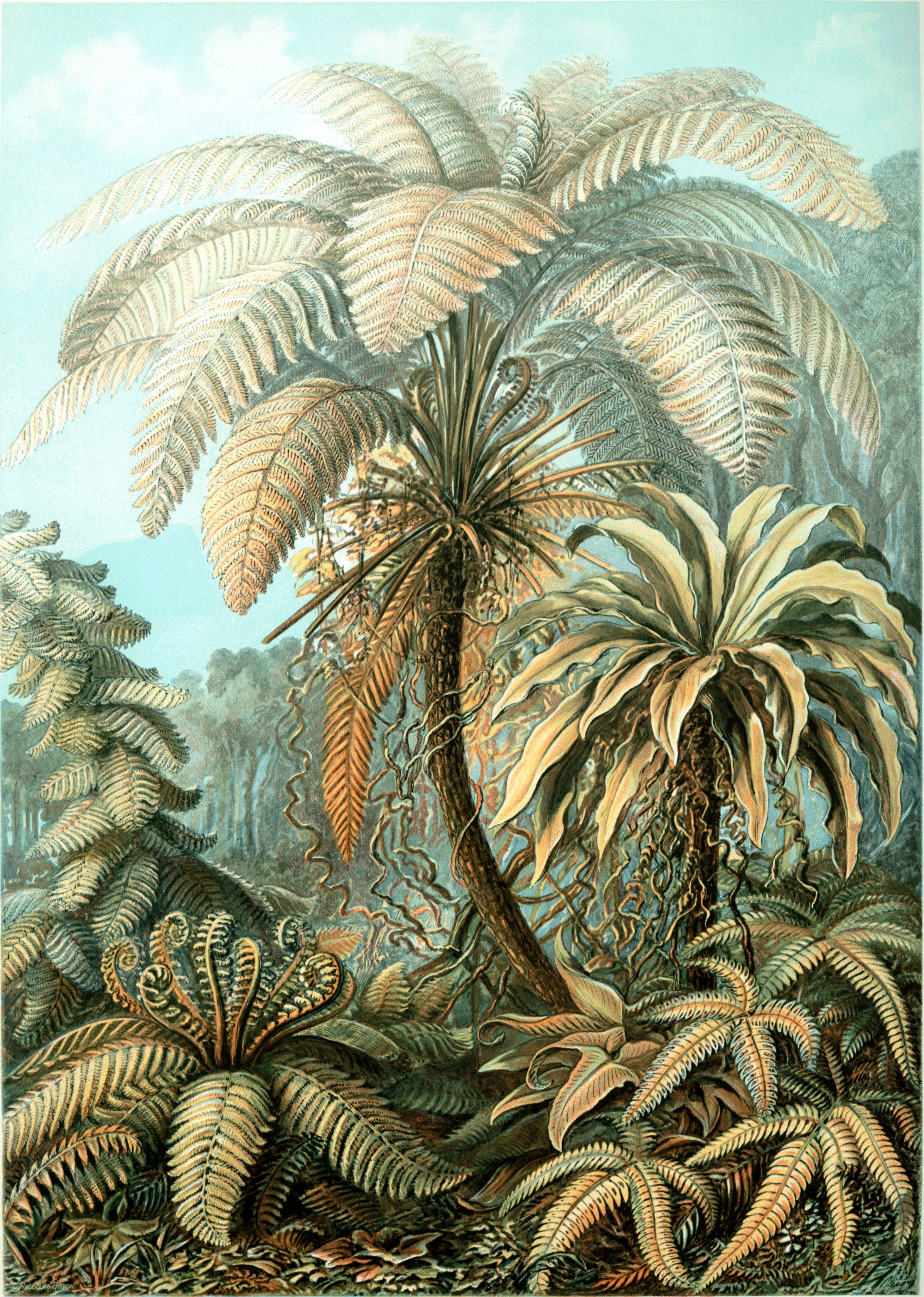
Felci (Filicinae)
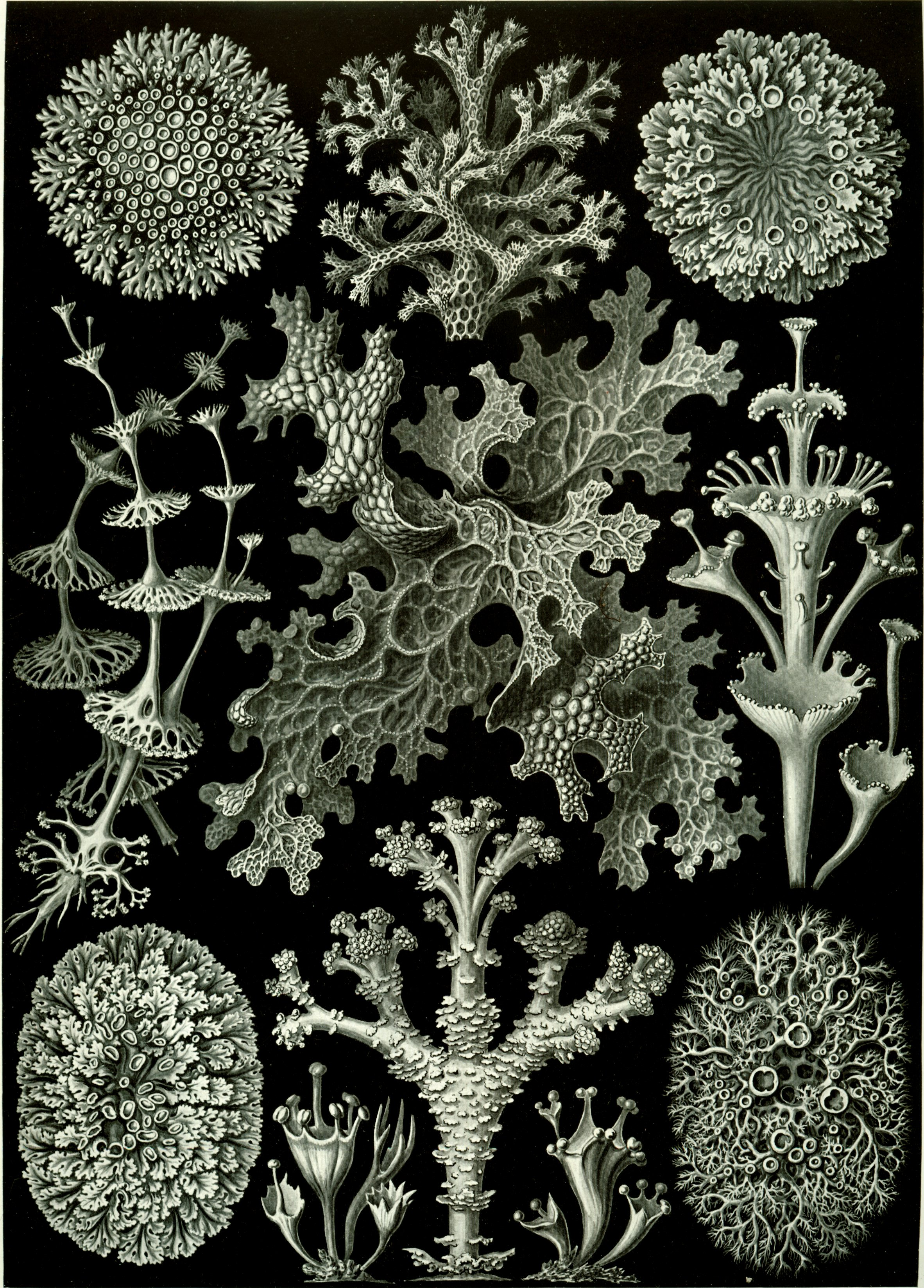
Licheni
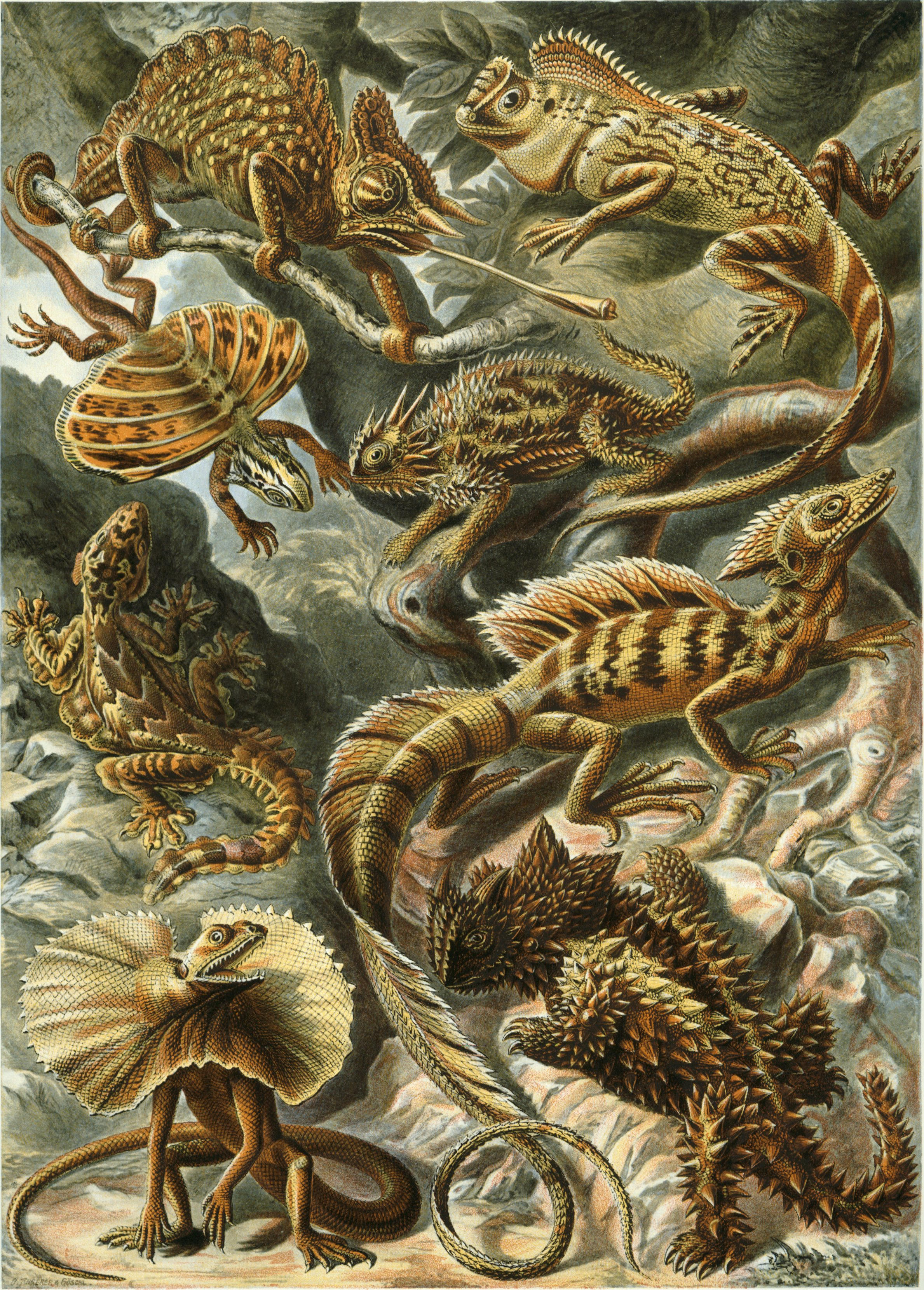
Lucertole (Lacertilia)
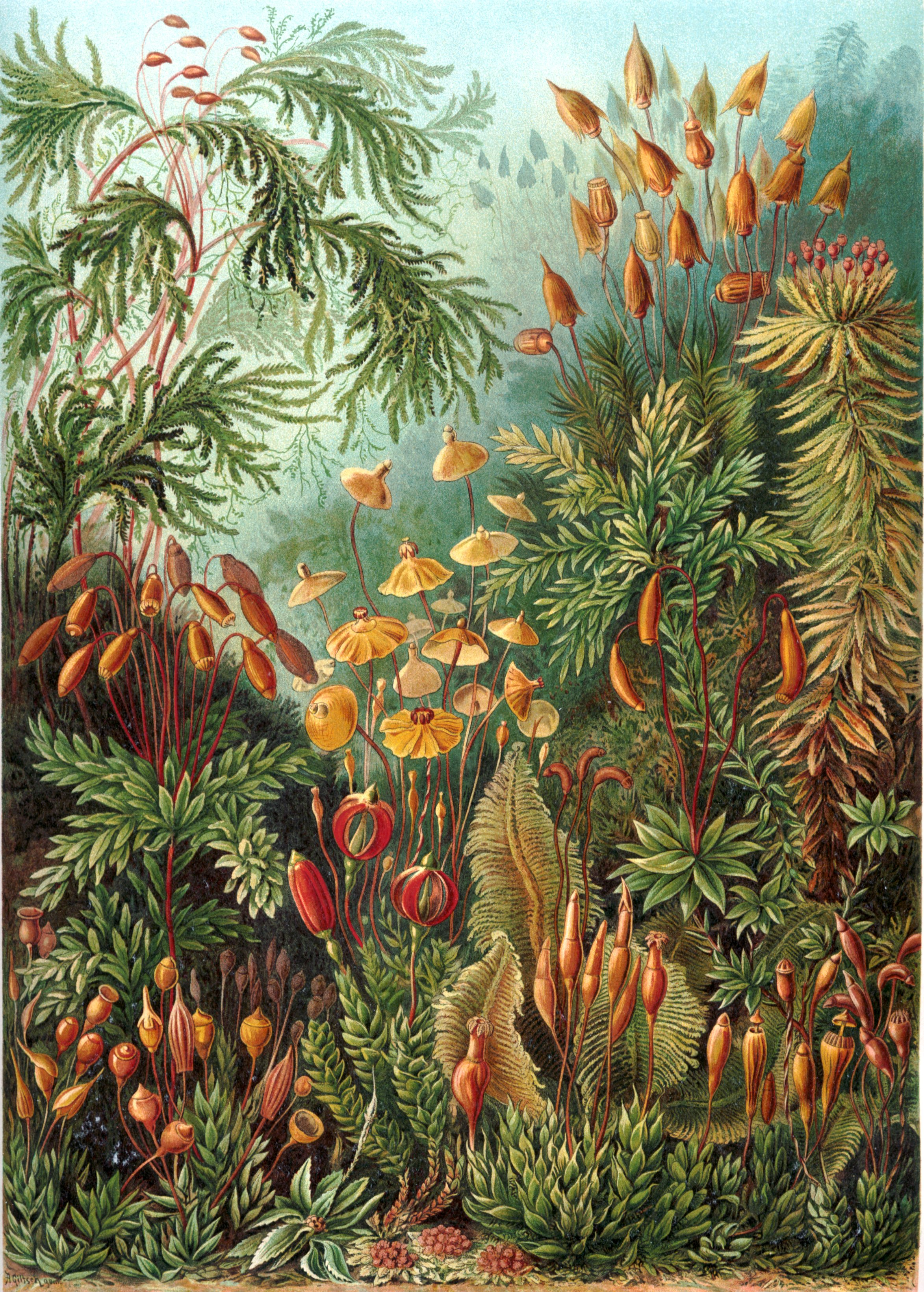
Muschi (Muscinae)
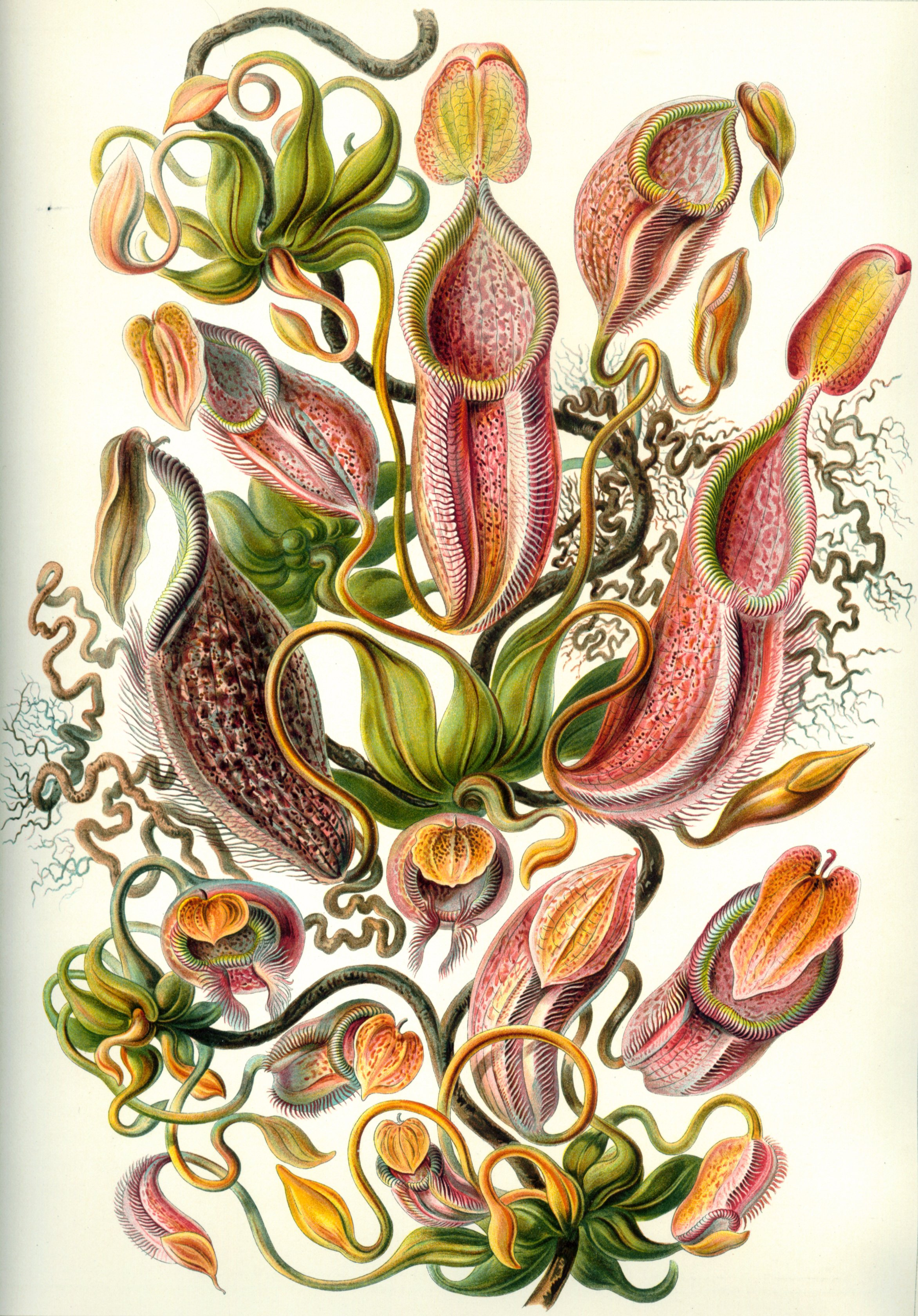
Nepenthe (Nepenthaceae)
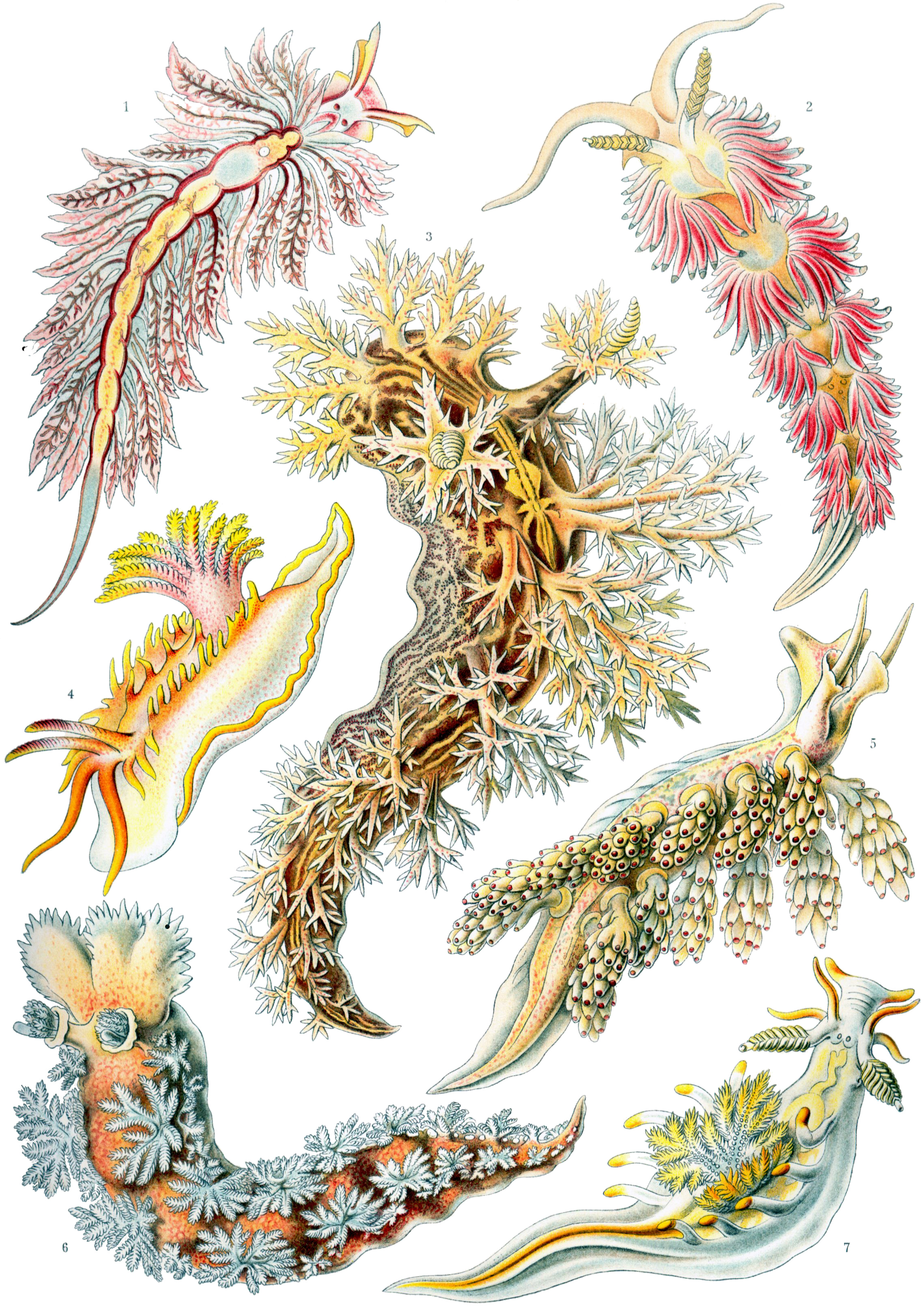
Nudibranchi (Nudibranchia)
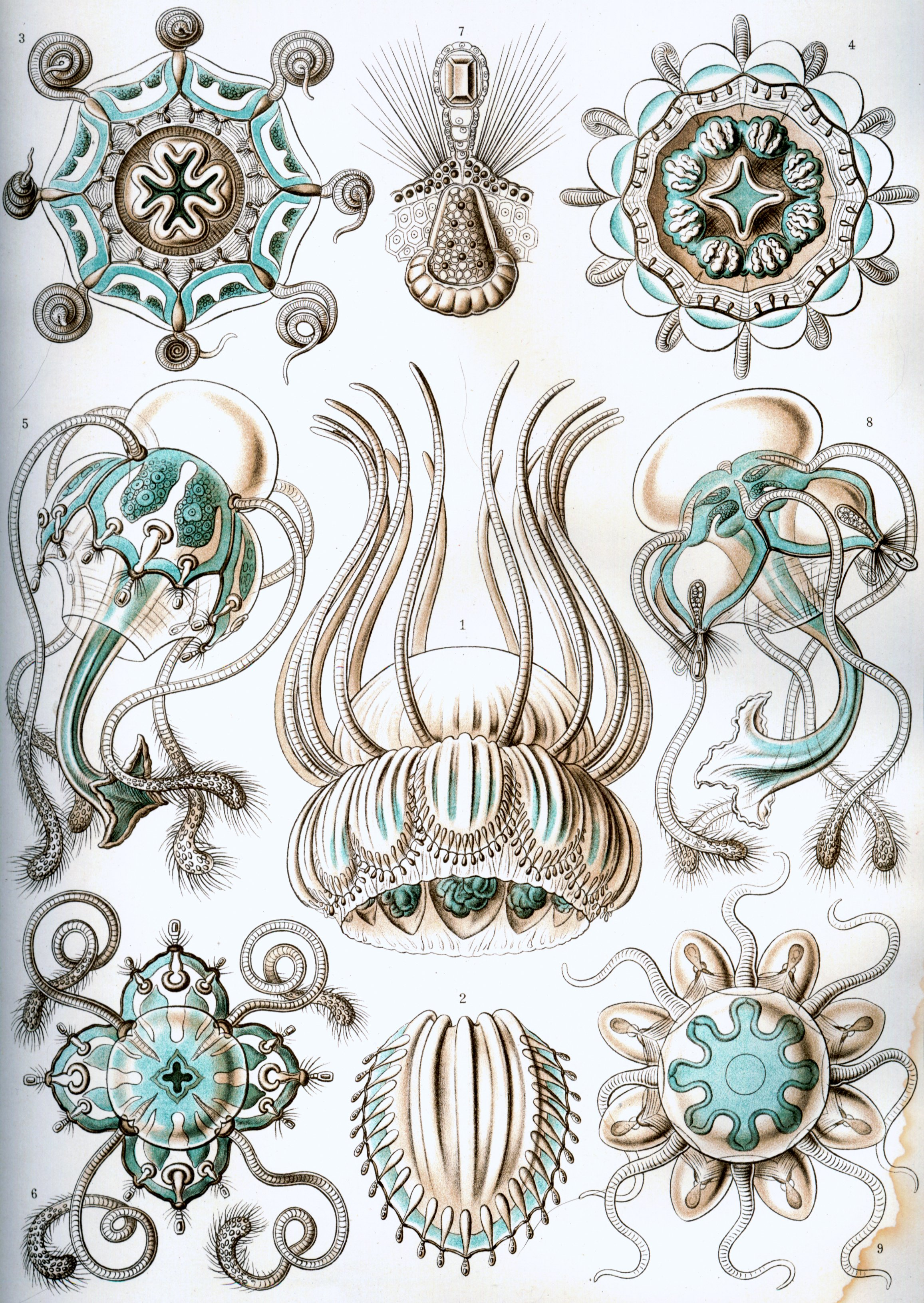
Idrozoi (Narcomedusae)
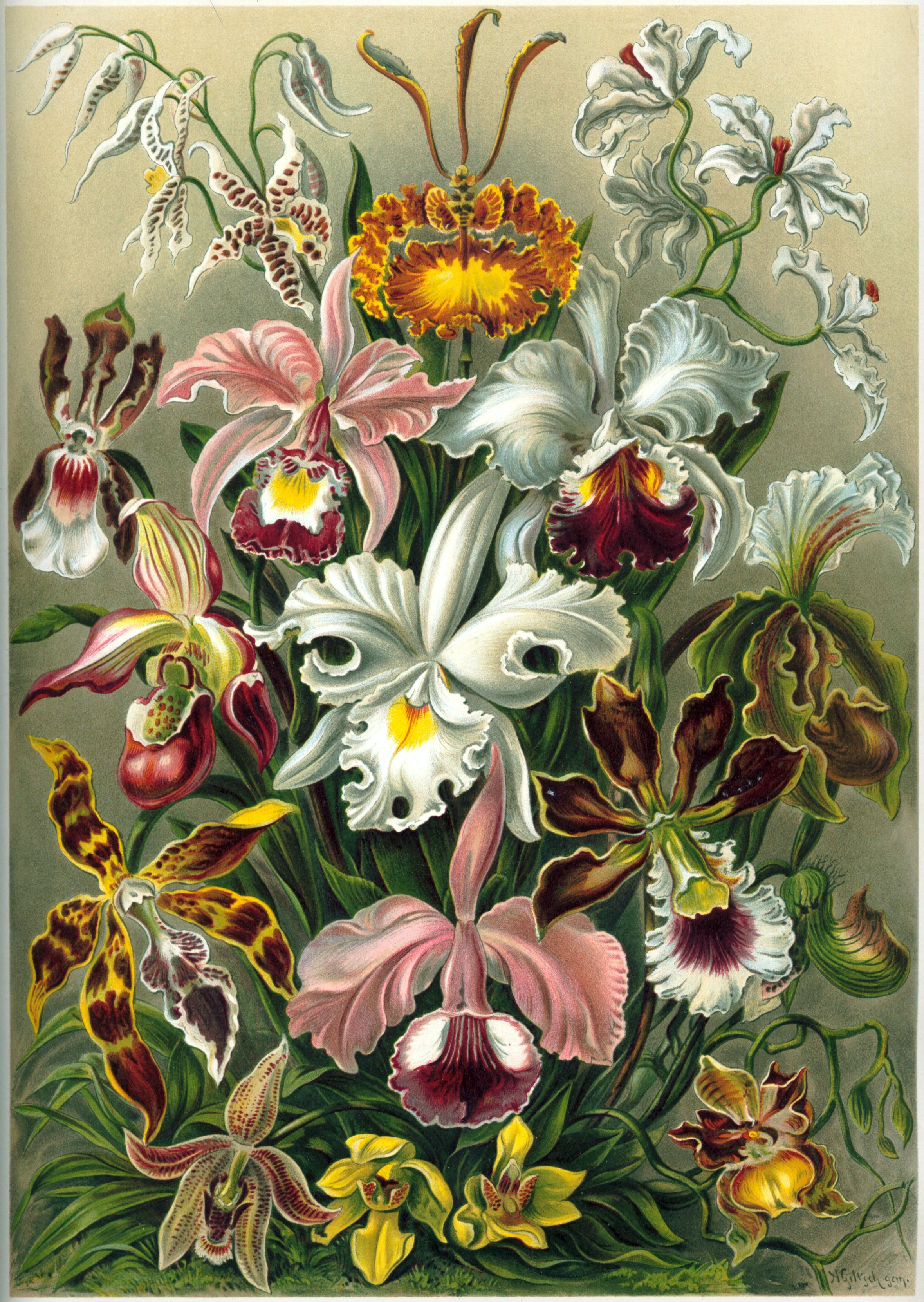
Orchidea (Orchidae)
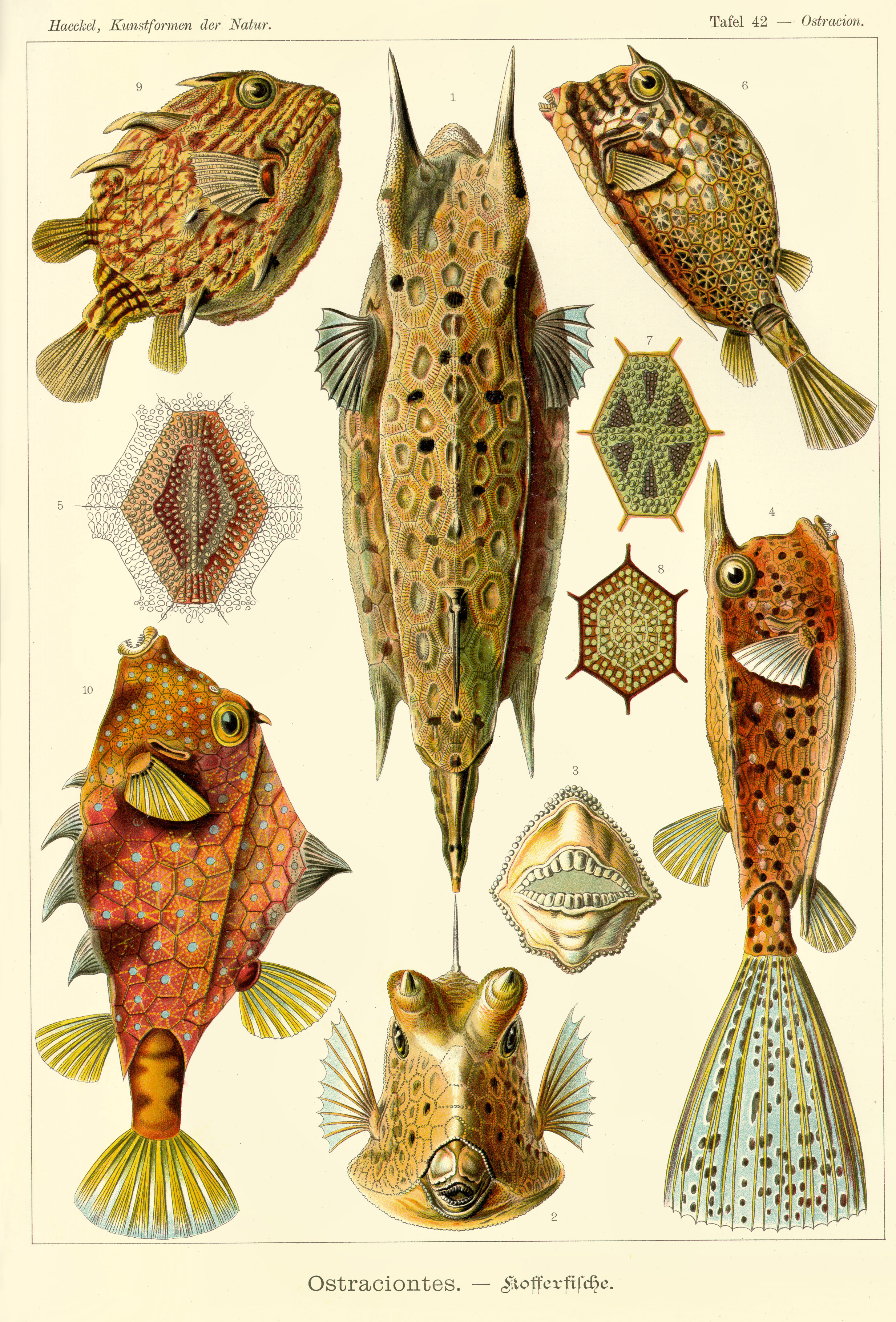
Ostraciidae (Ostraciontes)
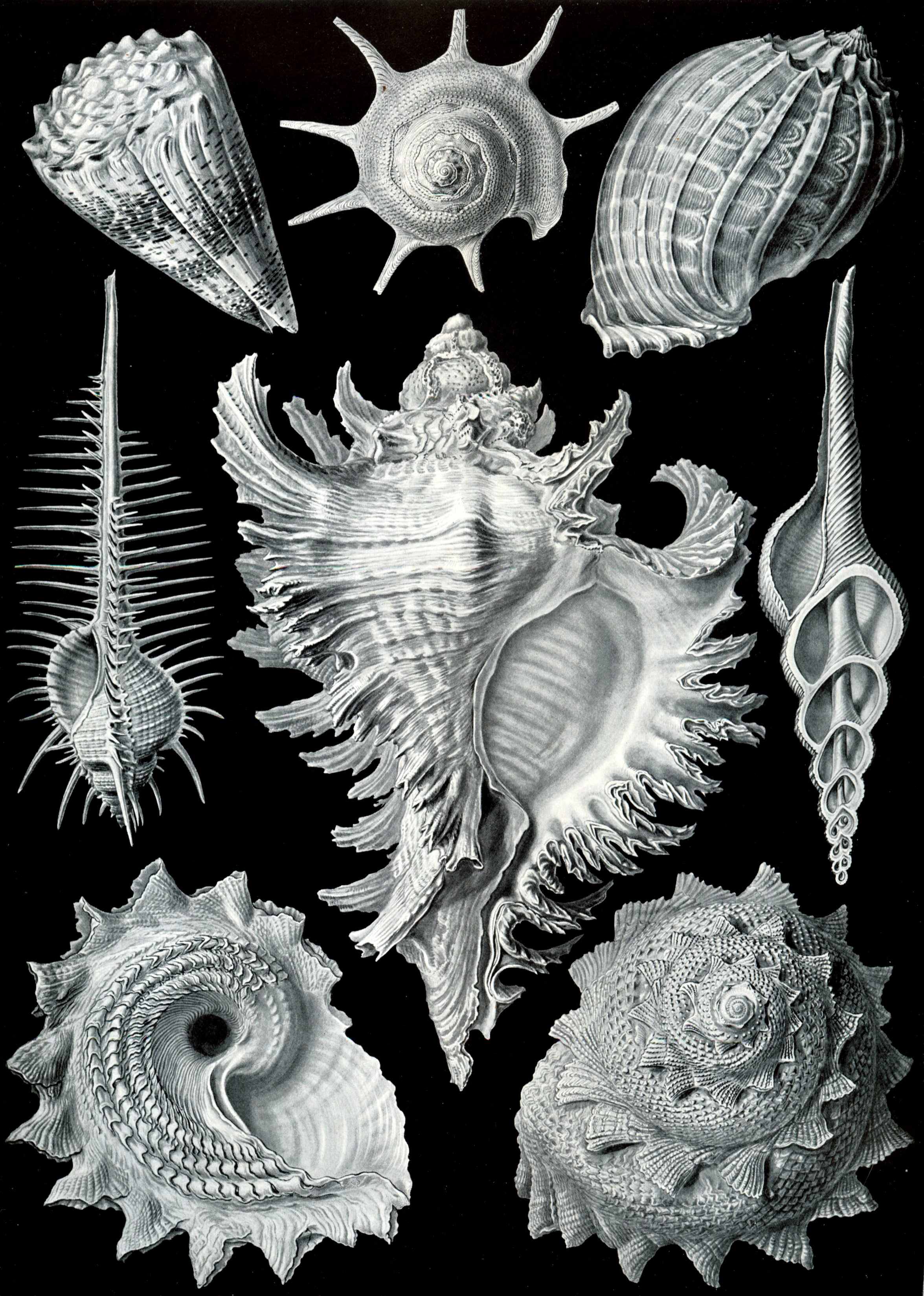
Prosobranchi (Prosobranchia)
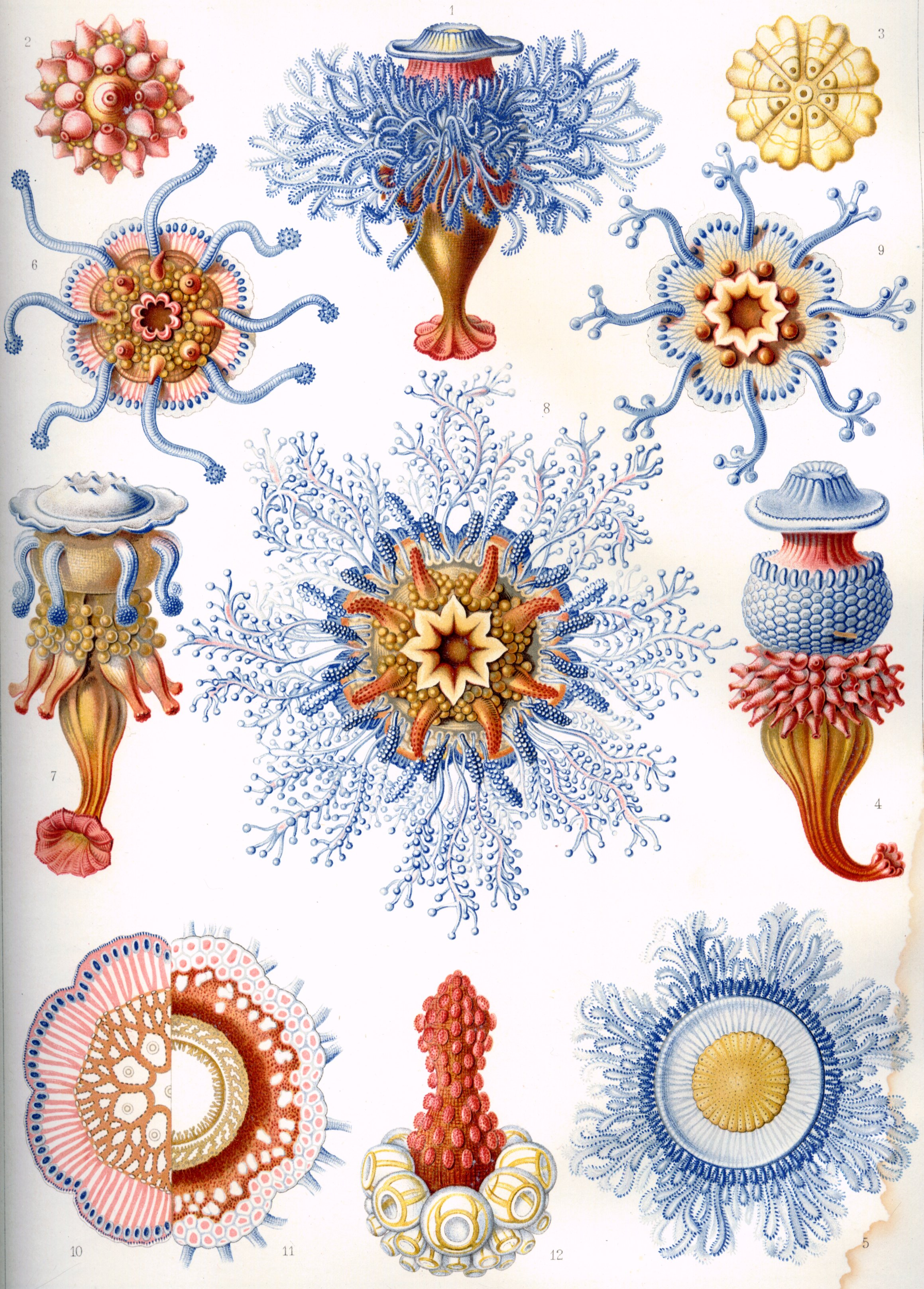
Sifonofori
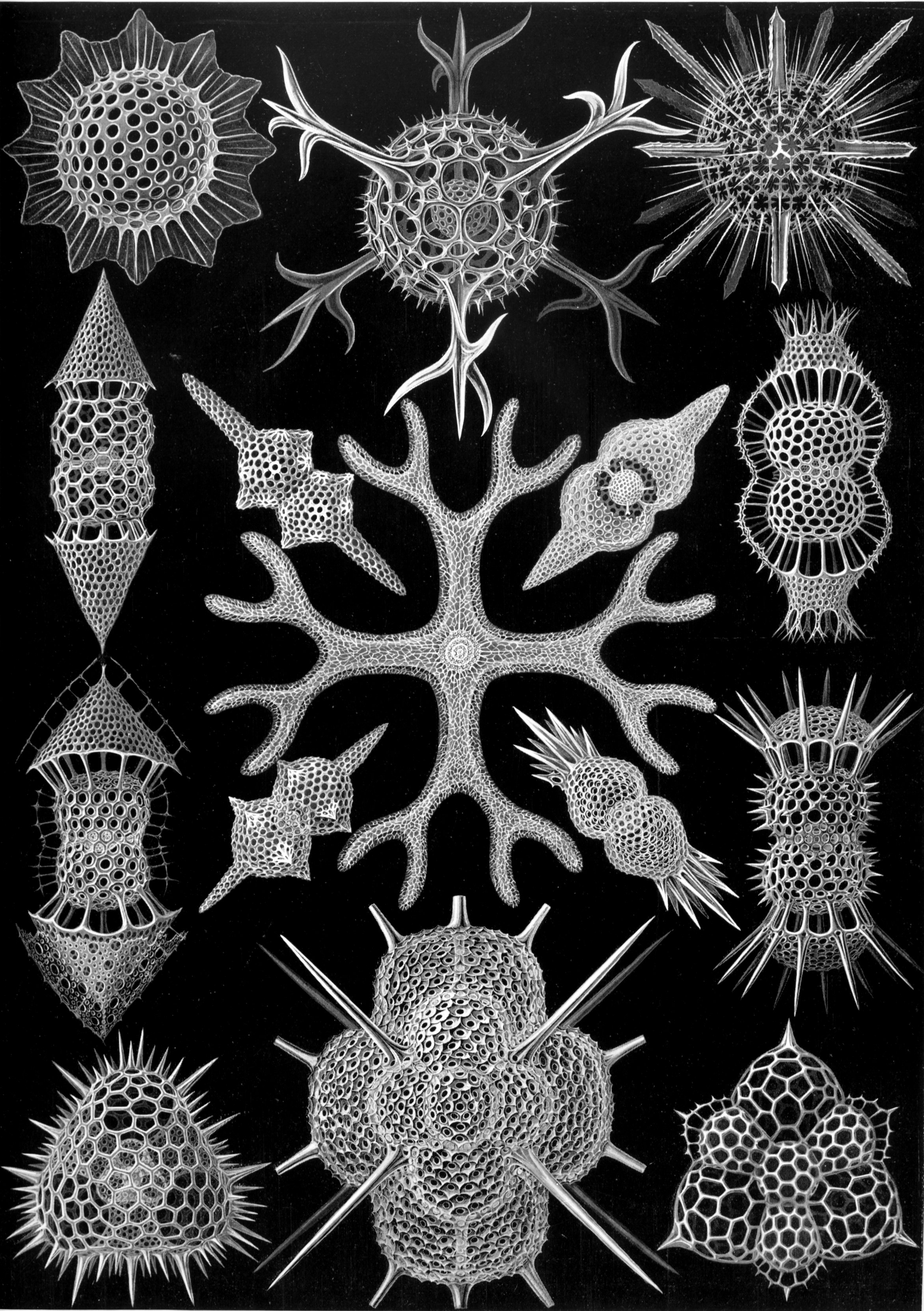
Radiolari Policistini (Spumellaria)
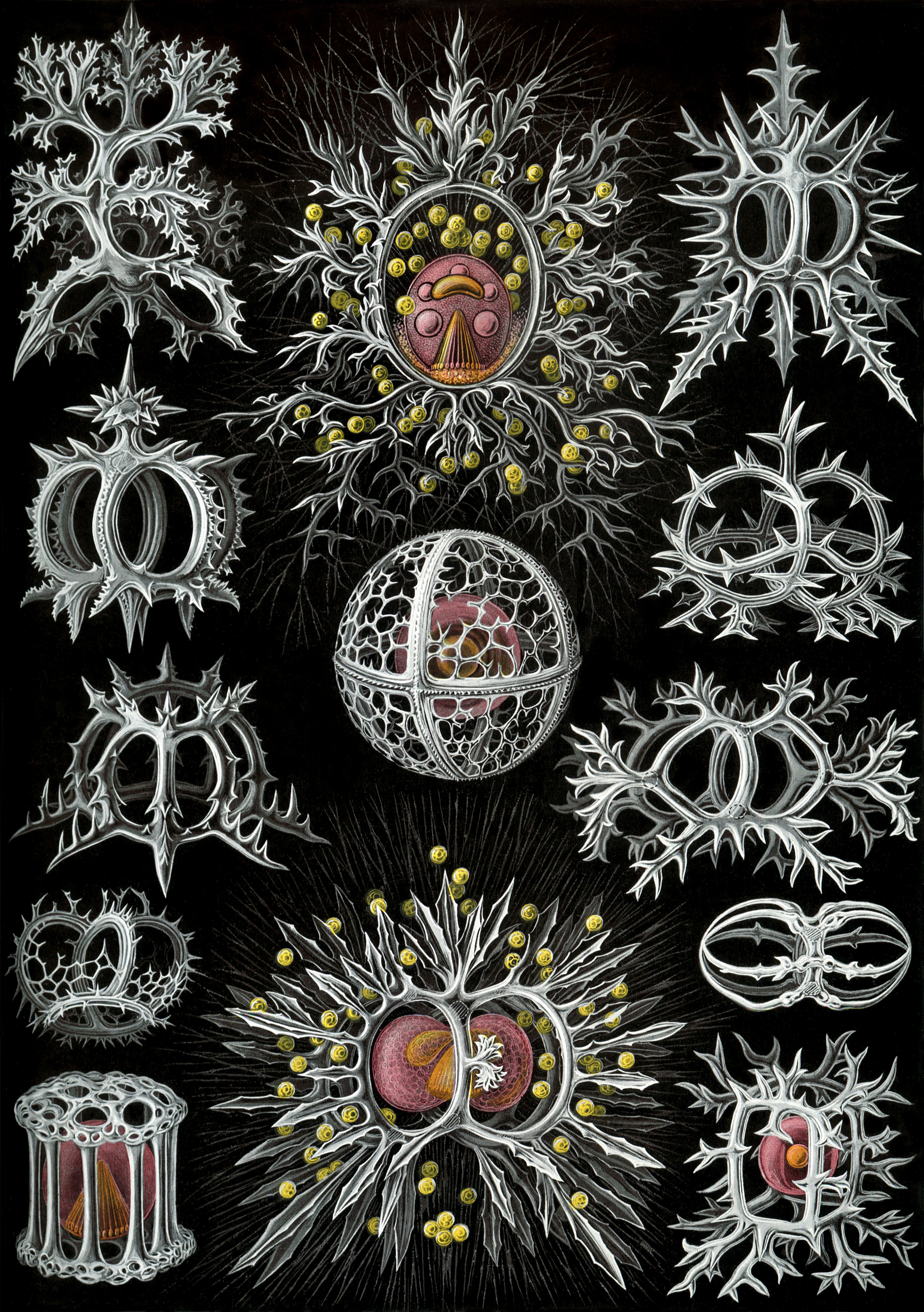
Radiolari (Stephoidea)
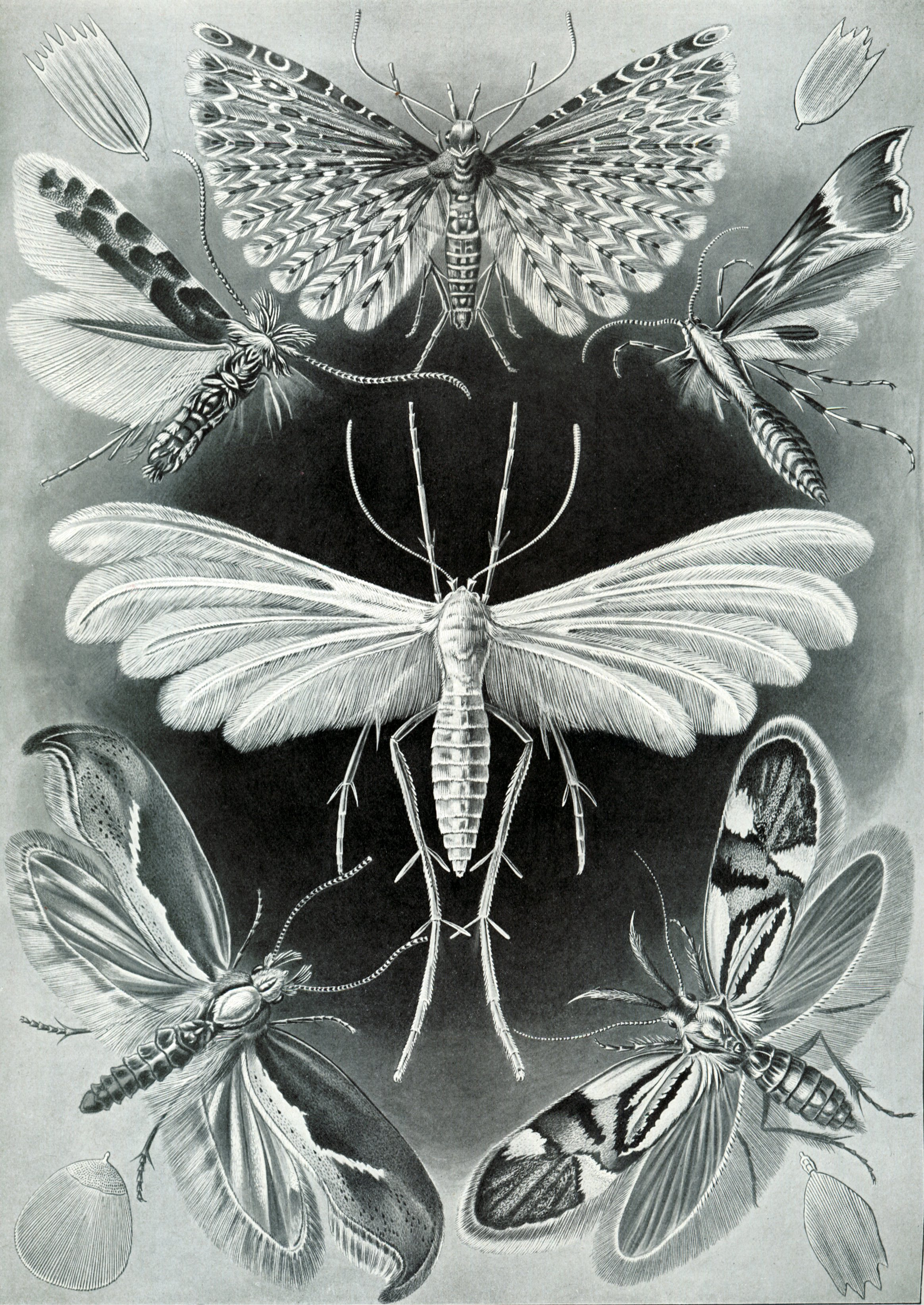
Falene (Tineida)
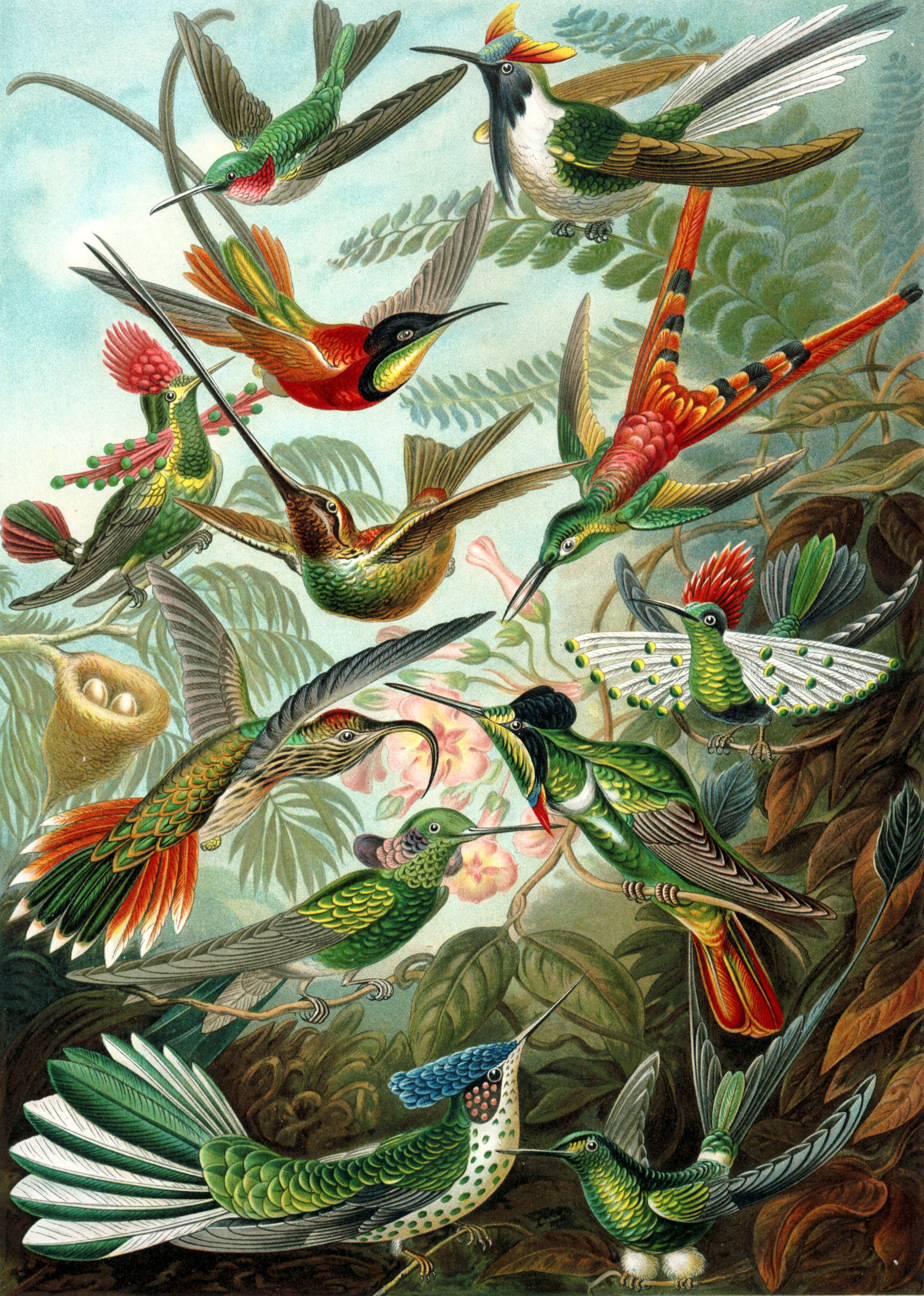
Colibrì (Trochilidae)
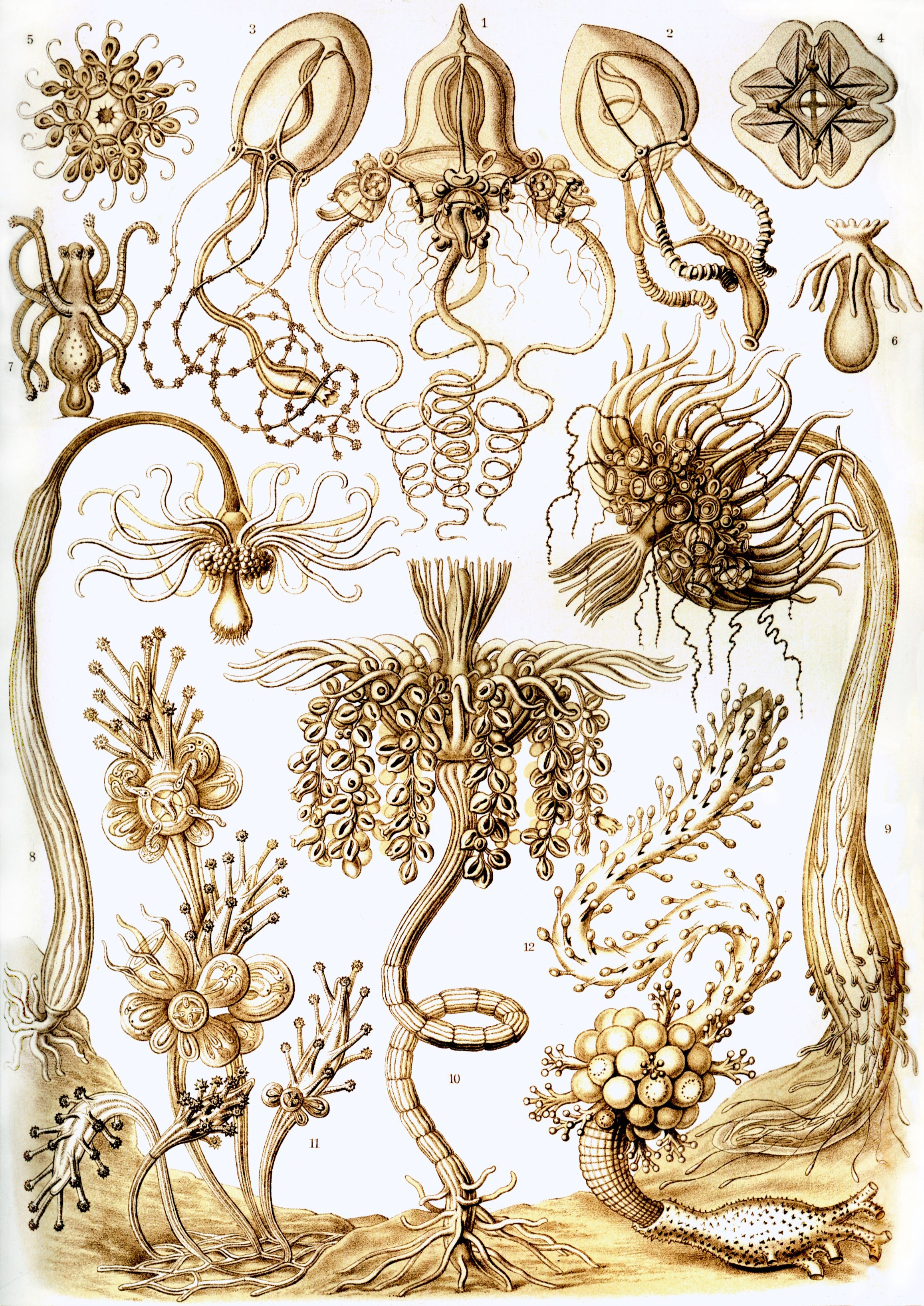
Tubularia (Tubulariae)
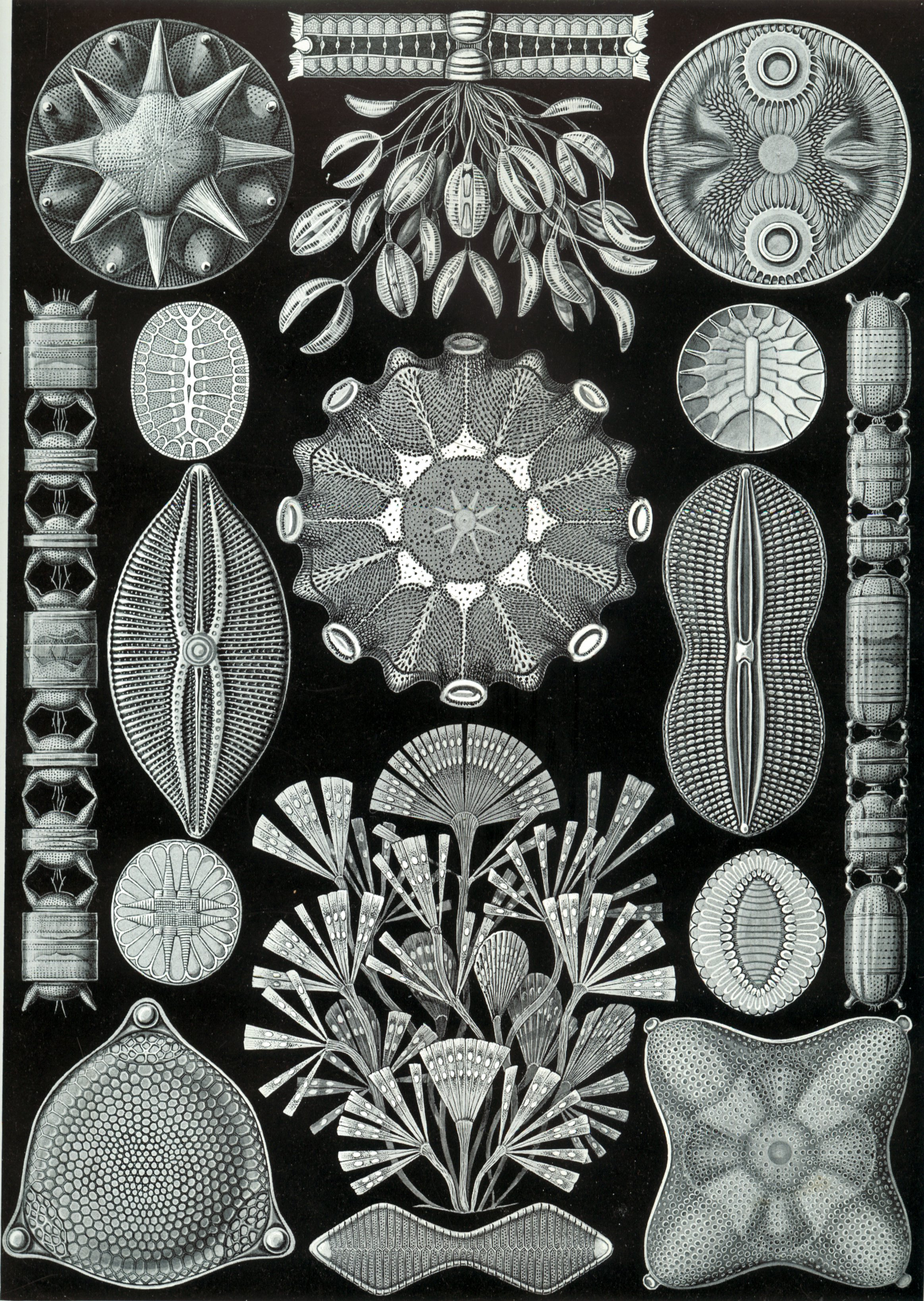
Diatomea
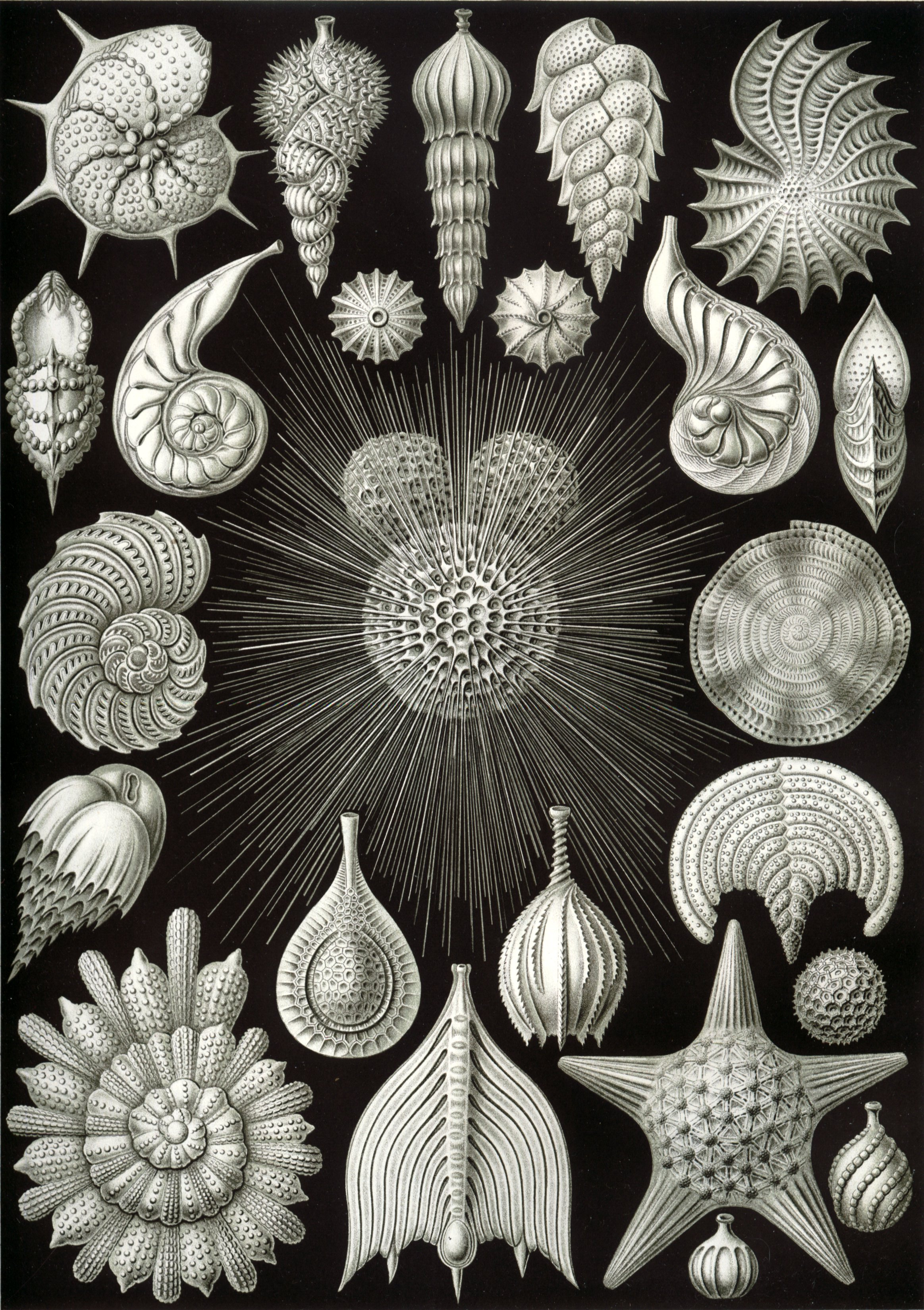
Foraminifera (Thalamphora)
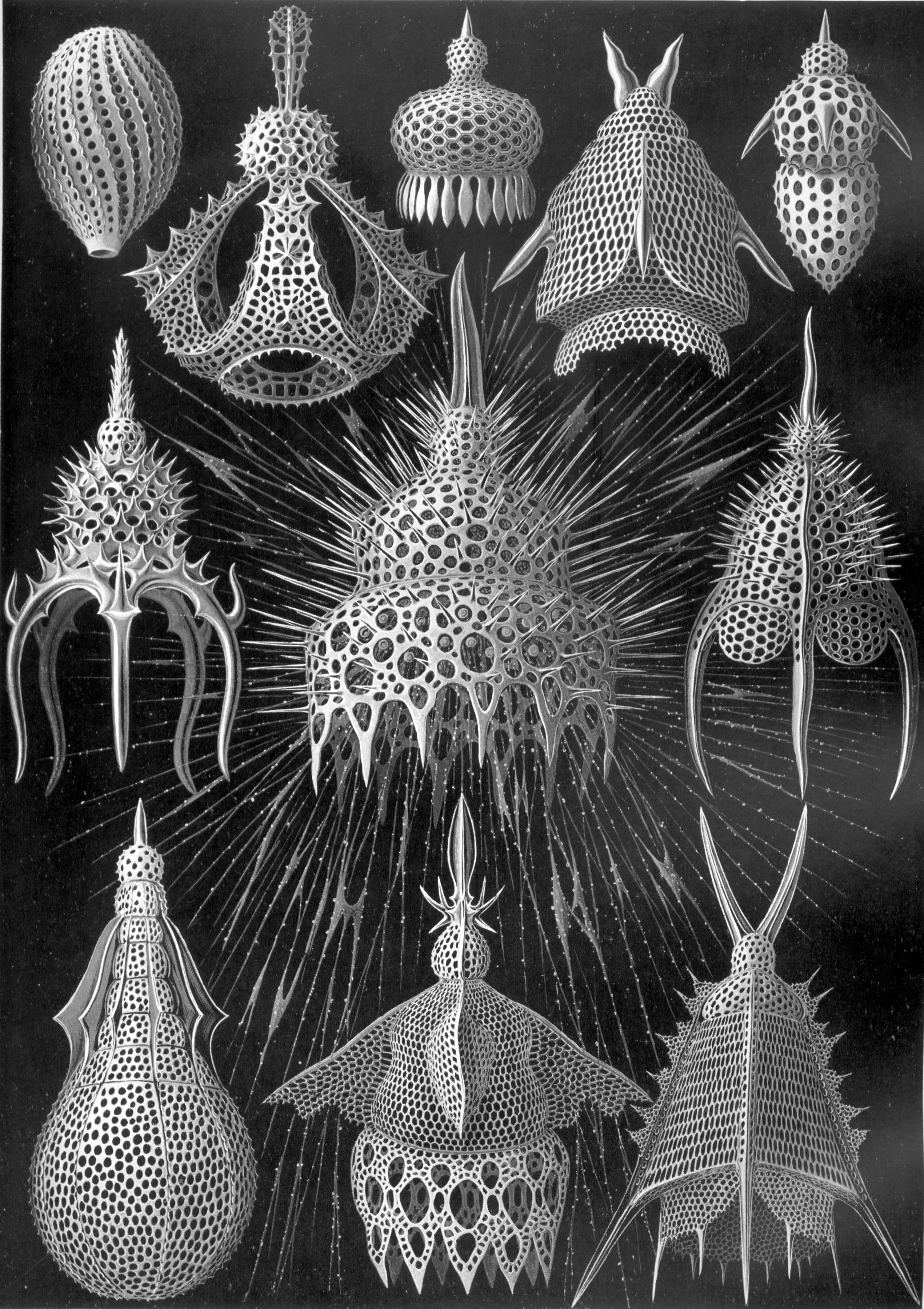
Radiolaria (Cyrtoidea)
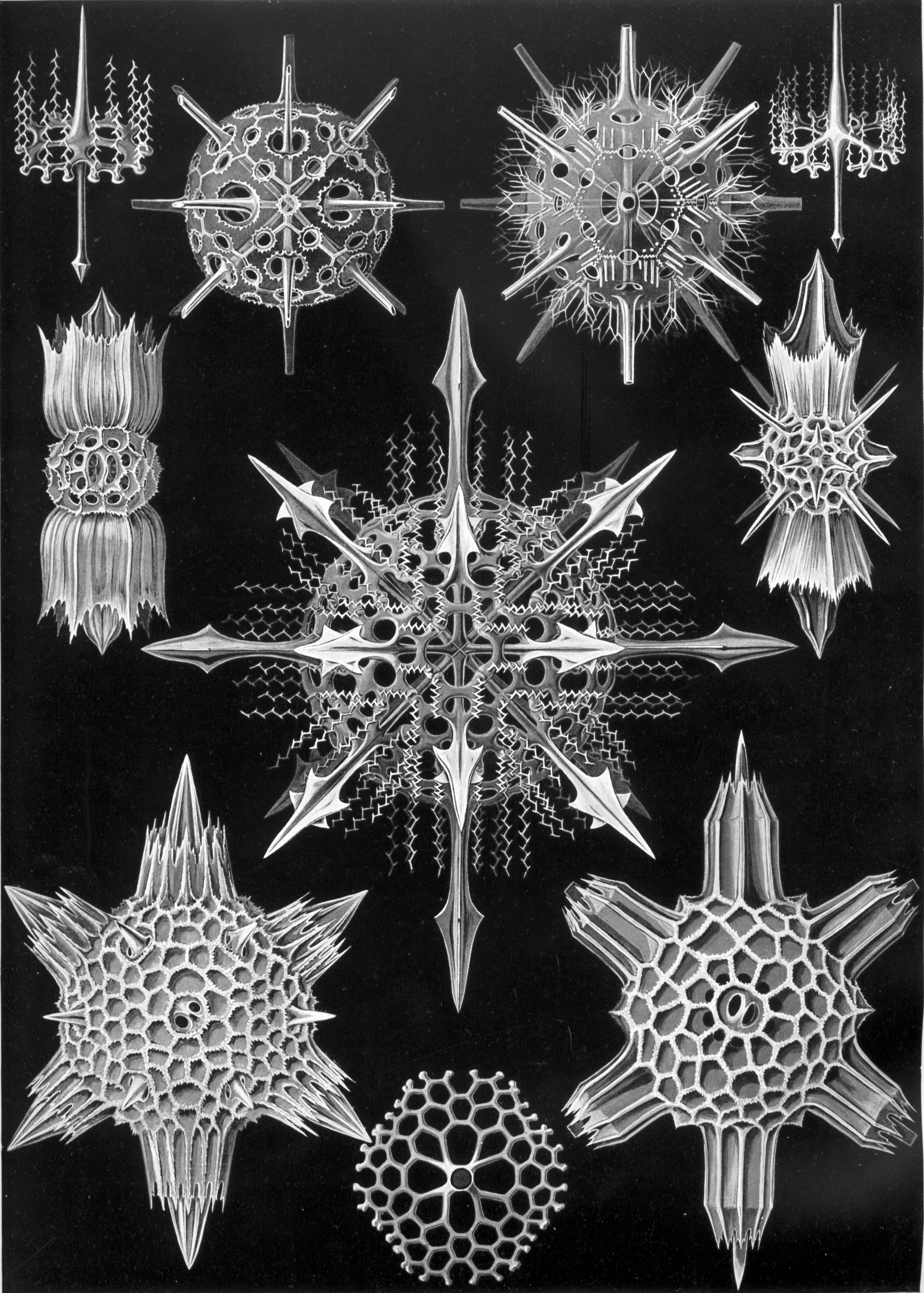
Acanthophractida (Acanthophracta)
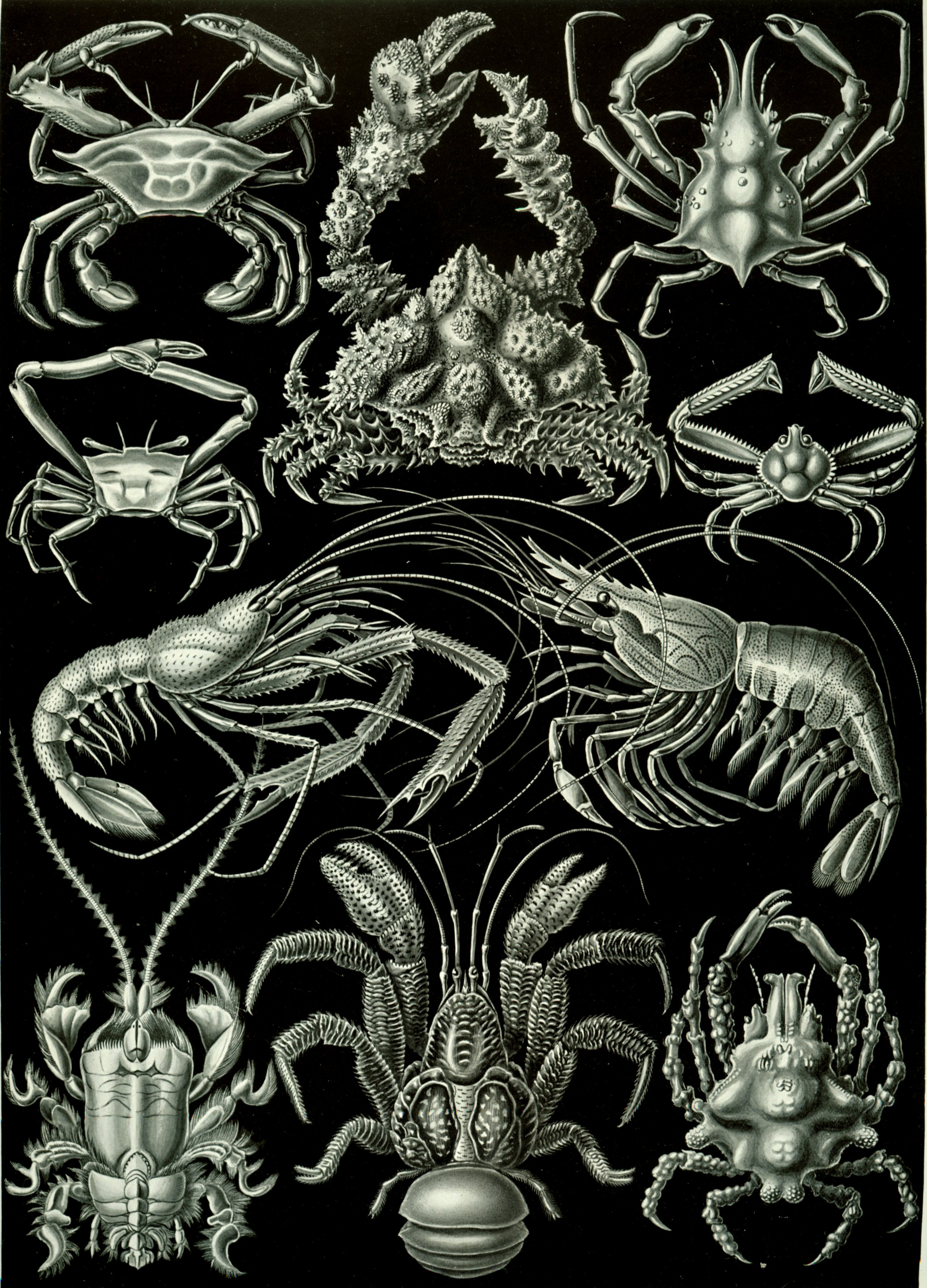
Decapoda
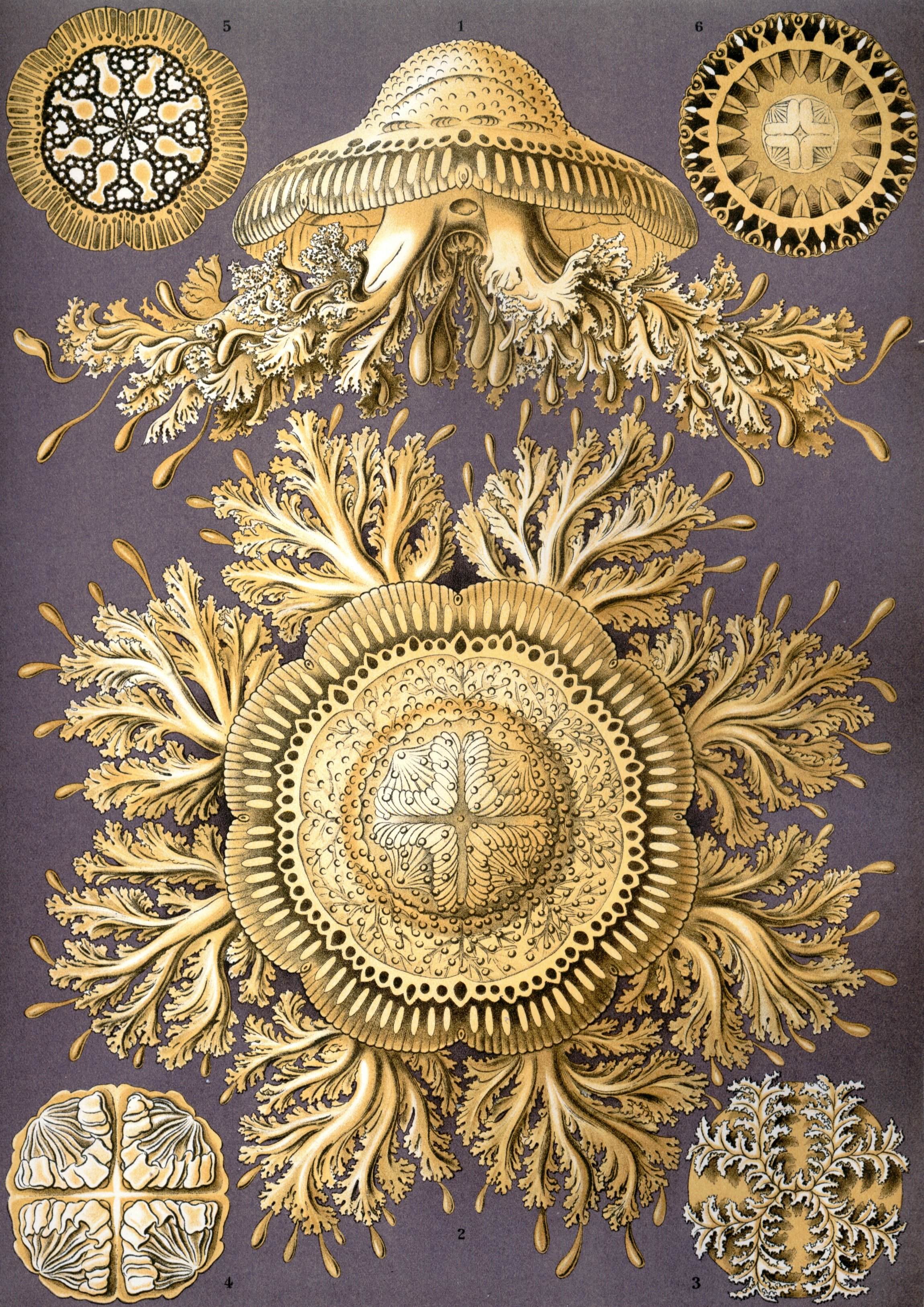
Discomedusae
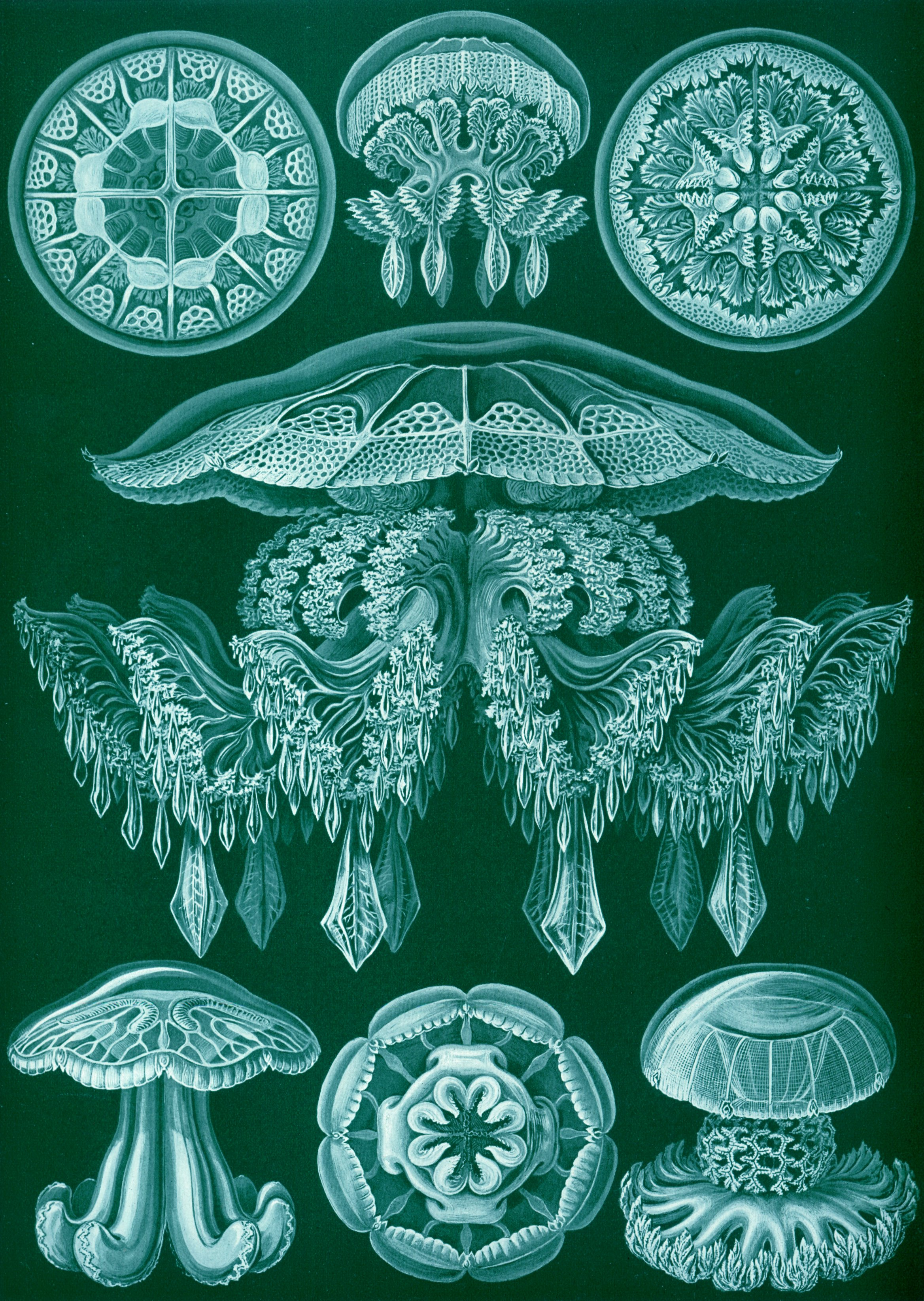
Discomedusae